# Seleção Brasileira de Basquetebol Masculino
A Seleção Brasileira de Basquetebol Masculino é a representante do Brasil em torneios de basquetebol da FIBA. Foi convocada pela primeira vez em 1922, quando, por ocasião das comemorações do Centenário da Independência do Brasil, foram realizados os Jogos Olímpicos Latino-Americanos. Nesta competição, enfrentando as equipes da Argentina e do Uruguai, sagrou-se campeão. 
A Federação Brasileira de Basketball, que posteriormente se tornaria a atual Confederação Brasileira de Basketball, só foi fundada em 25 de Dezembro de 1933.
O Brasil é uma das seleções mais históricas de basquete do mundo e a segunda mais forte da América Latina (rivalizando com a Argentina), e com vários jogadores famosos presentes no Hall da Fama, como Oscar Schmidt, mas desde o final da década de 1990, a seleção passa por um período de decadência, eventualmente perdendo torneios e não conseguindo se classificar para algumas das competições mais importantes do mundo.

## História
A primeira convocação da Seleção Brasileira se deu através da Confederação Brasileira de Desportos (CBD) para a disputa dos Jogos Olímpicos Latino-Americanos, disputado em 1922, no Rio de Janeiro.
A equipe, que sagrou-se campeã do torneio (sendo, portanto, o primeiro título da seleção), teve os seguintes atletas selecionados:
- Guardas - André Richer, José Valente, Salvador Calvente e Francisco Antunes
- Alas - Paulo Valente, Paulo Rodrigues, Zefrino Goulart e Rizzo Baptista
- Pivôs - Hugo Hamann e Oscar de Almeida
- Técnico: Fred Brown

### 1948 a 1950

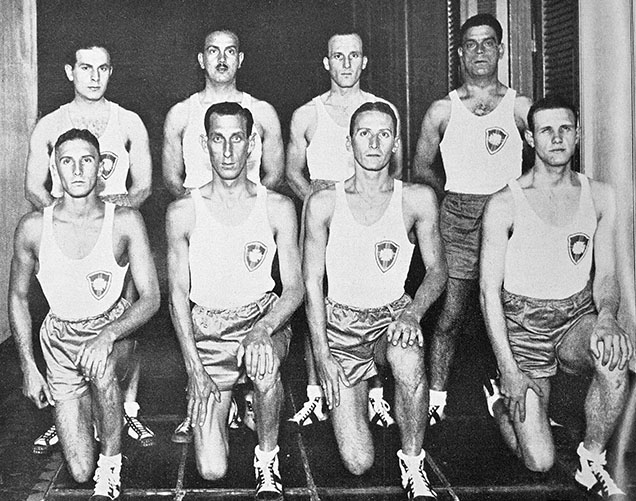
A Seleção Brasileira de Basquetebol Masculino na revista argentina El Gráfico, em 1934.

Nas primeiras edições do Campeonato Sul-Americano, o Brasil conquistou apenas dois títulos, um em 1939 e um em 1945. Neste período, o Uruguai foi o grande vencedor, em 7 edições, contra 5 vencidas pela Argentina; Chile e Peru ganharam uma vez cada.
A primeira geração a alçar o basquete brasileiro para o patamar mundial foi a que conseguiu a primeira e mais expressiva conquista brasileira: a medalha de bronze nos Jogos Olímpicos de Londres em 1948.
A equipe brasileira que disputou as Olimpíadas de 1948 tinha 10 jogadores, sob o comando do técnico Moacir Daiuto e foram os precursores do basquete brasileiro. Em tempos nos quais a viagem Transatlântica era uma aventura, o time de basquete do Brasil foi para as Olimpíadas de Londres de 1948 sem saber o que teria pela frente. Foram quase três dias de viagens nos aviões da PanAir, saindo de São Paulo, com paradas no Rio de Janeiro, em Natal, na África, em Lisboa, até por fim chegar a Londres.
Os brasileiros não tinham qualquer conhecimento sobre seus adversários, não existia nenhum intercâmbio; enquanto os Estados Unidos faziam aquecimento com uma bola por jogador, no time brasileiro era uma única bola para o time inteiro.
A delegação brasileira ficou hospedada a 80 km de Londres, numa base militar que havia sido bombardeada pela Alemanha na 2ª Guerra Mundial, onde não havia nenhuma cesta ou quadra para treinamento, que se restringia a exercícios físicos.
O time era formado por: Ruy de Freitas (A.A. Grajaú - RJ), Alfredo da Motta (Flamengo - RJ), Algodão (Flamengo - RJ), o veterano Affonso Évora (Flamengo - RJ), Nilton Pacheco (Fluminense - RJ), Marcus Vinícius Dias (Fluminense - RJ), João Francisco Braz (Corinthians - SP), Alberto Marson (Tênis Clube Paulista - SP), Alexandre Gemignani (Espéria - SP) e Massinet Sorcinelli (Espéria - SP). O técnico era Moacyr Brondi Daiuto, do Corinthians.
A campanha:
- 45 x 41 Hungria (39 x 39 no tempo normal)
- 36 x 32 Uruguai
- 76 x 11 Inglaterra
- 57 x 35 Canadá
- 47 x 31 Itália
- 28 x 23 Tchecoslováquia

Na semifinal, derrota por 33 x 43 para a França. Na decisão da medalha de bronze, vitória por 52 x 47 sobre o México. O ouro ficou com os EUA e a prata com a França. Os maiores pontuadores do Brasil foram Alfredo da Motta (115 pontos), Algodão (67) e Braz (49).
Motivado pela medalha em Londres, o Brasil foi disputar o 1º Mundial, em 1950, em Buenos Aires.
O time titular de Moacyr Daiuto jogava com: Ruy de Freitas, Angelim, Algodão, Alfredo da Motta e Alexandre Gemignani. Era a base medalhista de 1948, acrescida de Angelo Bonfietti, o "Angelim", então principal jogador do Corinthians.
A campanha:
- 40 x 33 Peru
- 38 x 19 Egito
- 59 x 27 França

A equipe do Brasil sofreu derrotas apertadas para Argentina (35 x 40), EUA (42 x 45) e Chile (40 x 51), voltando para casa com um 4º lugar. Os maiores pontuadores do time continuavam sendo Alfredo da Motta (48 pontos) e Algodão (36 pontos). Mesmo com os bons resultados em 1948 e 1950, apostou-se em renovação no comando para o ciclo seguinte.
Em 1951, começa a "Era Kanela" na Seleção.

### 1951 a 1959 - Primeiros anos da era Kanela

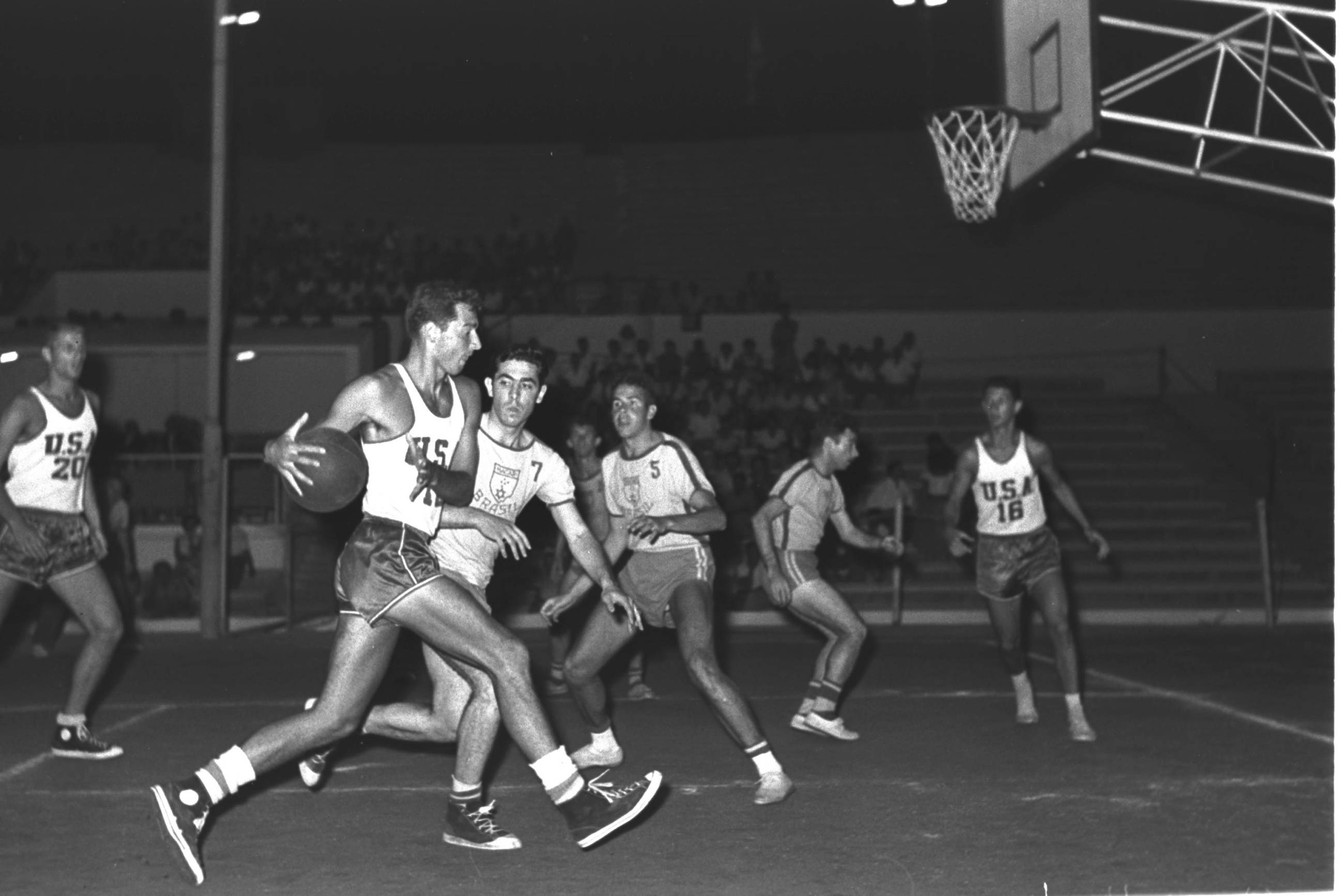
Partida do Brasil contra os EUA durante as Macabíadas de 1957

O paraibano Togo Renan Soares, o "Kanela", foi treinador do Flamengo de 1948 a 1970 e da Seleção Brasileira de 1951 a 1971 (com intervalos). O curioso é que Kanela começou sua carreira como técnico de futebol, foi treinador do Sport Club Brasil (extinto clube do Rio de Janeiro), do Bangu e do Vitória, do Espírito Santo, e foi técnico também do futebol do Flamengo antes de assumir o time de basquete (tinha sido treinador do time de basquete do Botafogo nos anos 1930). No basquetebol, depois que deixou o Flamengo, treinou o Palmeiras em 1971 e 1972 e o Vila Nova, de Goiás, em 1973, time com o qual conseguiu sagrar-se Campeão Brasileiro, vencendo os paulistas do Trianon na decisão da Taça Brasil.
Kanela foi um verdadeiro revolucionário no basquete brasileiro. Num momento em que se fazia um jogo parado, só de passes e arremessos, ele introduziu uma dinâmica de saída em velocidade para o ataque, realizando uma verdadeira revolução neste esporte no Brasil. É justo dizer que o basquete brasileiro em 1951, quando ele chegou à Seleção, era um, e vinte anos depois, em 1971, quando deixou a Seleção, era outro completamente diferente. Ademais de seu estilo firme e enérgico de liderança dos times que comandou. Com a Seleção Brasileira, foi vice-campeão Mundial em 1954 no Rio de Janeiro, foi Bicampeão Mundial, em 1959, em Santiago e, em 1963, no Rio de Janeiro. Em 1970, voltou a ser vice-campeão Mundial, em Liubliana, na então Iugoslávia. Em Jogos Pan-Americanos, ganhou a medalha de prata em 1963, e medalha de bronze em 1951, 1955 e 1959. Foi ainda medalha de bronze nos Jogos Olímpicos em 1960 e cinco vezes Campeão Sul-Americano com o Brasil, em 1959, 1960, 1961, 1963 e 1971.
Nos Jogos Pan-Americanos de 1951, em Buenos Aires, a base que defendeu a Seleção Brasileira era o time do Flamengo, com 6 convocados: Algodão, Godinho, Alfredo da Motta, Mário Hermes, Tião Gimenez e Zé Luiz. O time tinha ainda Angelim, Alberto Marson e Massinet Sorcinelli. Este time ganhou a primeira medalha em Jogos Pan-Americanos, o bronze. Os principais pontuadores da seleção foram: Alfredo da Motta (68 pontos), Mário Hermes (55) Algodão (42), Thales Monteiro (40), Godinho (34), Alberto Marson (27) e Tião Gimenez (17).
A campanha brasileira:
- 62 x 44 Panamá
- 47 x 58 Argentina
- 58 x 39 Chile
- 57 x 46 Cuba
- 42 x 74 EUA
- 51 x 70 Panamá.

O ouro ficou com os EUA e a prata com a Argentina.
No ano seguinte, o Brasil foi 6º lugar na Olimpíada de Helsinque 1952, na Finlândia. O técnico desta vez não foi Kanela, mas Manoel Pitanga. A base do time titular era mais uma vez o quinteto titular do Flamengo, substituindo Godinho por Angelim, do Corinthians: Angelim (fez 90 pontos), Algodão (60 pts), Alfredo da Motta (102 pts, mais uma vez o cestinha do time), Mário Hermes (46) e Zé Luiz (63). O time tinha ainda Godinho, Mayr Facci, Thales Monteiro e o veterano Ruy de Freytas.
A campanha brasileira:
- 57 x 55 Canadá
- 71 x 52 Filipinas
- 56 x 72 Argentina
- 75 x 44 Chile
- 49 x 54 União Soviética
- 53 x 57 EUA
- 59 x 44 França
- 49 x 58 Chile

Em 1954, o Brasil iniciou sua era de grandiosos resultados sob o comando de Kanela, e desta vez jogando em casa, no Campeonato Mundial de Basquetebol Masculino de 1954 realizado no Rio de Janeiro, sagrou-se vice-campeão mundial, em um torneio disputado integralmente no ginásio do Maracanãzinho, que esteve absolutamente lotado em todos os jogos. Os convocados de Kanela eram: Angelim (Corinthians - SP), Wlamir Marques (CR Tumiaru/São Vicente - SP), Amaury Pasos (Tietê - SP), Fausto (Paulistano - SP), Wilson Bombarda (Pinheiros - SP),  Mayr Facci (Guarani EC/Ponta Grossa - PR), Algodão (Flamengo - RJ), Alfredo da Motta (Flamengo - RJ), Godinho (Flamengo - RJ), Mário Hermes (Flamengo - RJ) e Gedeão (Flamengo - RJ). No Mundial de 54, chegava à seleção uma nova geração, com dois gatoros que viriam a ser ícones do basquete: Amaury e Wlamir, então com 18 e 17 anos respectivamente. Amaury Pasos que, curiosamente jogava basquete e vôlei ao mesmo tempo, tendo sido campeão paulista de volibol (como se chamava o vôlei naquela época). O time titular do Brasil era: Angelim, Algodão, Wlamir Marques, Amaury e Mayr Facci.
A campanha brasileira:
- 99 x 62 Filipinas
- 61 x 52 Paraguai
- 61 x 44 Formosa
- 68 x 46 Israel
- 82 x 67 Canadá

Na segunda fase voltou a bater as Filipinas (57 x 41), além de vencer França (49 x 36) e Uruguai (60 x 45). A Seleção Brasileira foi para a final contra o Estados Unidos, e perdeu por 41 x 62. Os jogadores que mais pontuaram no Mundial foram Amaury (100 pontos), Angelim (97) e Wlamir (95). Ao final do torneio, o jovem Wlamir, de apenas 17 anos, e o veterano Algodão, foram escolhidos para o Quinteto Ideal do Mundial.
A carreira de mais alguns dentre os principais jogadores brasileiros desta década:
Angelim: 1947-58 Corinthians (SP).
Wlamir Marques: 1953-54 Clube de Regatas Tumiaru (SP), 1955-61 XV de Piracicaba (SP), 1962-72 Corinthians (SP) e 1973 Tênis Clube Campinas (SP).
Amaury Pasos: 1951-57 Tietê (SP), 1958-65 Sírio (SP) e 1966-72 Corinthians (SP).
Em 1955, o Brasil obteve mais um bronze em Jogos Pan-Americanos, jogando na Cidade do México. O time brasileiro, jogando com Algodão, Wlamir, Almir, Amaury e Mayr Facci como quinteto titular, venceu Venezuela, Cuba, México e superou a Argentina (61 x 57). Caiu só perante os EUA: 49 x 78.
No ano seguinte, nos Jogos Olímpicos de Melbourne 1956, o Brasil, com Mário Amândio Duarte como treinador (na época técnico do São Carlos Clube), ficou com um modesto 6º lugar. Neste time, destacou-se Edson Bispo, então jogador do Vasco da Gama.
A campanha brasileira:
- 78 x 59 Chile
- 89 x 66 Austrália
- 68 x 87 União Soviética
- 51 x 113 Estados Unidos
- 73 x 82 Bulgária
- 89 x 64 Chile
- 52 x 64 Bulgária (4 vitórias e 3 derrotas).

Em 1958, volta a ser comandada por Kanela, jogando em Santiago, no Chile, a Seleção Brasileira vence pela 3ª vez em sua história o Campeonato Sul-Americano (desde 1945 não era campeã), iniciando a série que a levaria a um Tetra-campeonato 1958-60-61-63. Esta era a 17ª edição do Campeonato Sul-Americano e somente o 3º título do Brasil. Até este momento, Argentina e Uruguai tinham 5 títulos cada, Brasil 3, e Chile, Peru e Paraguai, 1 título cada.
O quinteto titular do Brasil foi o mesmo que um ano depois, também em Santiago, sagraria-se campeão mundial: Algodão, Wlamir Marques, Amaury Pasos, Édson Bispo e Waldemar Blatskauskas.
A seleção convocada para o Mundial de 1959 pelo técnico Kanela, do Flamengo, e pelo assistente-técnico João Francisco Braz, do XV de Piracicaba, tinha: Amaury Pasos (Sírio - SP), Wlamir Marques (XV de Piracicaba - SP), Pecente (XV de Piracicaba - SP), Waldemar Blatskauskas (XV de Piracicaba - SP), Jatyr Schall (Palmeiras - SP), Rosa Branca (Palmeiras - SP), Édson Bispo (Vasco da Gama - RJ), Algodão (Flamengo - RJ), Fernando Bro Bro (Flamengo - RJ), Waldir Boccardo (Flamengo - RJ), Otto Nóbrega (Fluminense - RJ) e Zezinho (Tijuca Tênis Clube - RJ).
O Brasil venceu o Canadá por 69 x 52, depois perdeu para a União Soviética por 64 x 73, e venceu em sequência México (78 x 50), China (94 x 76) e Bulgária (62 x 53), sofreu nova derrota para a URSS, desta vez por 63 x 66, venceu Porto Rico por 99 x 71, conseguiu uma boa vitória por 81 x 67 sobre os Estados Unidos (que estavam representados por uma equipe de soldados da Aeronáutica) e outra sobre o Chile, por 73 x 49. O Brasil teria ficado com o vice-campeonato, mas a União Soviética se negou a entrar em quadra para enfentrar Formosa e acabou eliminada pela FIBA, com o Brasil herdando o troféu. A pontuação do time brasileiro: Algodão (63 pts), Wlamir Marques (149), Amaury Pasos (137), Édson Bispo (90) e Waldemar Blatskauskas (90). Rosa Branca (10), Pecente (61), Fernando Bro Bro (23), Otto Nóbrega (11) e Jatyr Schall (34). Suplentes: Zezinho (7) e Waldir Boccardo (8).
No embalo da conquista, o Brasil foi jogar os Jogos Pan-Americanos de 59, em Chicago, no qual ficou, pela terceira vez em sua história, com uma medalha de bronze. O time estava levemente modificado em relação ao Campeão Mundial: Amaury Pasos e Algodão, machucados, foram substituídos por Mosquito (do Palmeiras) e Wilson Bombarda (do Tênis Clube São José - SP).
A campanha brasileira:
- 87 x 48 Cuba
- 60 x 53 Canadá
- 89 x 66 El Salvador
- 79 x 78 Porto Rico

E as derrotas para México (49 x 50) e EUA (79 x 93).
| “ | O "Kanela" foi o grande mentor e organizador dessa geração vencedora do basquete masculino. Ele cobrava bastante da equipe para que jogássemos o melhor possível, mas sempre cuidou muito bem do atleta. Ele supervisionava tudo para que tivéssemos boas condições de trabalhar na seleção. Ele ficava bravo mesmo era com os juizes, quando se achava injustiçado, e com os dirigentes, pois sempre brigava pelos direitos e pelo máximo conforto dos atletas de sua equipe. Ele é uma grande referência para qualquer um que goste de basquete. Ele que me incentivou a treinar a seleção, me dando dicas e orientações | ” |

### 1960 a 1970
Depois de ser campão mundial em 1959, o basquete brasileiro, liderado pelo técnico Togo Renan Soares, o Kanela, entrou num outro patamar a nível internacional, principalmente porque dentro de quadra havia dois jogadores fora de série: Wlamir Marques e Amaury Pasos. Nos Jogos Olímpicos de 1960, em Roma, o Brasil voltou a conquistar a medalha de bronze, feito que havia conseguido nas Olimpíadas de 1948. Repetiu o feito nas Olimpíadas de 1964, em Tóquio, o terceiro bronze de sua história. No Mundial de 1963, jogando novamente no Maracanãzinho, no Rio de Janeiro, foi bicampeão mundial. Naquele mesmo ano foi medalha de prata nos Jogos Pan-Americanos de São Paulo, com derrota para os Estados Unidos na final, por 66 x 78. Foi 3º lugar no Mundial de 67, em Montevidéu, e vice-campeão no Mundial de 70, na Iugoslávia. Foi uma época de ouro do basquete masculino brasileiro.
Em 1960, o Brasil foi bicampeão Sul-Americano, jogando na Argentina. Em Córdoba, venceu o rival por 58 x 57 no emocionante jogo final.
Nas Olimpíadas de Roma, Kanela levou estes 12 jogadores: Amaury Pasos (Sírio - SP), Antonio Sucar (Sírio - SP), Wlamir Marques (XV de Piracicaba - SP), Waldemar Blatskauskas (XV de Piracicaba - SP), Rosa Branca (Palmeiras - SP), Édson Bispo (Palmeiras - SP), Mosquito (Palmeiras - SP), Jatyr Schall (Palmeiras - SP), Algodão (Flamengo - RJ), Fernando Bro Bro (Flamengo - RJ), Waldir Boccardo (Flamengo - RJ) e Moysés Blás (Minas Tênis Clube - MG). O veterano Algodão acabou perdendo a posição de titular para o jovem Rosa Branca, e esta foi sua última participação na Seleção Brasileira, a qual defendia desde 1948. Detalhe também para a presença de Sucar, jogador que nasceu em Tucuman, na Argentina, mas chegou ao Brasil com apenas 7 anos de idade e se naturalizou brasileiro.
A campanha brasileira começou com vitória sobre Porto Rico por 75 x 72, e seguiu com uma histórica vitória por 58 x 54 sobre a União Soviética. Depois, 80 x 72 no México, 78 x 75 na Itália, 77 x 68 na Polônia e 85 x 78 na Tchecoslováquia. Mas na fase final o primeiro carrasco foi o mesmo time sobre quem conseguira histórico feito na 1ª fase, num jogo duríssimo o Brasil perdeu para a União Soviética por 62 x 64. Depois foi facilmente batido pelo Estados Unidos por 63 x 90 e voltou para a casa com uma magnífica medalha de bronze. Os pontuadores do time brasileiro foram: Wlamir Marques (147 pts), Rosa Branca (38), Amaury Pasos (147), Édson Bispo (83) e Waldemar Blatskauskas (61). Algodão (22), Mosquito (20), Sucar (46), Jatyr Schall (12) e Waldir Boccardo (2). Suplentes: Moysés (2) e Fernando Bro Bro (0).
Depois, em 61, o Brasil foi tricampeão sul-americano, jogando no Rio de Janeiro e, em 63, foi tetra sul-americano, em Lima, no Peru. No mesmo ano, ganhou uma inédita medalha de prata em Jogos Pan-Americanos, jogando em São Paulo. Aquele seria o ano da maior conquista brasileira no basquete masculino, com o país sagrando-se bicampeão mundial de basquete. A base da Seleção nesta época era o quinteto titular do Palmeiras: Rosa Branca, Mosquito, Victor Mirshauswka, Jatyr Schall e Édson Bispo.
Curiosamente, este time tinha dois jogadores não nascidos no Brasil, mas que emigraram para o país ainda na infância; além do já citado Sucar, nascido na Argentina e que chegou ao Brasil aos sete anos, Victor Mirshauswka nasceu em Tcherni, cidade da Polônia que posteriormente foi invadida pela União Soviética e hoje pertence à Bielo-Rússia, e chegou ao Brasil com sua família ainda menino. Outro jogador com laços familiares fora do Brasil era o carioca Fritz, que se chamava Friedrich Wilhelm Braun, descendente de alemães.
O grupo de 12 jogadores convocados para o Mundial de 1963, realizado no Rio de Janeiro, foi: Amaury Pasos (Sírio - SP), Luiz Cláudio Menon (Sírio - SP), Antonio Sucar (Sírio - SP), Wlamir Marques (Corinthians - SP), Ubiratan Maciel (Corinthians - SP), Waldemar Blatskauskas (XV de Piracicaba - SP), Rosa Branca (Palmeiras - SP), Mosquito (Palmeiras - SP), Jatyr Schall (Palmeiras - SP), Victor Mirshauswka (Palmeiras - SP), Fritz (Fluminense - RJ) e Paulista (Vasco da Gama - RJ).
Este grupo sofreu muito poucas modificações frente à equipe que conquistou o bronze nas Olimpíadas de 64. Amaury Pasos (Sírio - SP), Antonio Sucar (Sírio - SP), Wlamir Marques (Corinthians - SP), Ubiratan Maciel (Corinthians - SP), Rosa Branca (Corinthians - SP), Mosquito (Palmeiras - SP), Jatyr Schall (Palmeiras - SP), Victor Mirshauswka (Palmeiras - SP) e Fritz (Fluminense - RJ). Waldemar faleceu antes da Olimpíada, Menon e Paulista não foram convocados. Nos seus lugares foram chamados: Édson Bispo (Palmeiras - SP), Edvar Simões (Corinthians - SP) e Sérgio Macarrão (Botafogo - RJ).
A brilhante campanha no bi-mundial, com as vitórias: 62 x 55 em Porto Rico, 81 x 62 na Itália, 90 x 71 na Iugoslávia, 77 x 63 França, e as duas majestosas vitórias para coroar com chave de ouro a conquista: 90 x 79 na União Soviética e 85 x 81 nos Estados Unidos. A pontuação dos jogadores do Brasil naquele Mundial de 63: Wlamir Marques (108 pts), Rosa Branca (65), Victor Mirshauswka (90), Amaury Pasos (106) e Ubiratan (46). Paulista (6), Mosquito (12), Sucar (30), Jatyr Schall (7) e Waldemar Blatskauskas (13). Suplentes: Fritz (0) e Menon (2).
Na conquista do bronze em Tóquio, o Brasil tropeçou na estreia, perdendo por 50 x 58 para o Peru, mas venceu Iugoslávia (68 x 64), Coreia do Sul (92 x 65), Finlândia (61 x 54), Uruguai (80 x 68) e Austrália (69 x 57); perdeu para as duas potências do esporte da bola na cesta: 53 x 86 para EUA e 47 x 53 para URSS. Na disputa pela medalha de bronze, vitória sobre Porto Rico (76 x 60). A pontuação dos brasileiros no torneio: Wlamir Marques (128 pts), Rosa Branca (51), Victor Mirshauswka (56), Amaury Pasos (94) e Ubiratan (88). Edvar Simões (16), Mosquito (39), Sucar (37), Jatyr Schall (35) e Édson Bispo (33). Suplentes: Fritz (11) e Sérgio Macarrão (8).
Tetra-campeão do Sul-Americano, o Brasil foi para a edição de 1966 para tentar o penta, apostando em completa renovação. Apostou no jovem treinador Ary Vidal, assistente de Kanela no Flamengo, para comandar a Seleção e enviou uma "Seleção B". Acabou com o vice-campeonato. Em 1967, Kanela não foi com o Brasil aos Jogos Pan-Americanos de Winnipeg. O time foi comandado pelo jogador-treinador Édson Bispo. O mesmo time de tantas façanhas, fracassou retumbantemente. Jogando com o quiteto titular: Mosquito, Wlamir Marques, Victor Mirshauswka, Amaury Pasos e Luiz Cláudio Menon, o Brasil ficou com um 7º lugar, depois de ser derrotado por México e Cuba.
Já a seleção principal mantinha o ritmo entre as quatro melhores do mundo. Bi-campeã mundial em 1959 e 1963, na edição de 1967, realizada no Uruguai, ficou em 3º lugar, garantindo mais um pódio. O time brasileiro em 67 era: Mosquito, Amaury Pasos, Jatyr Schall, Luiz Cláudio Menon e Ubiratan como titulares. No banco, Kanela tinha a jovem promessa Hélio Rubens (do Clube dos Bagres, de Franca), além de Edvar Simões, Sucar, Cézar Sebba (do Botafogo) e Sérgio Macarrão (do Vasco). O time brasileiro perdeu para União Soviética (74 x 78) e Iugoslávia (84 x 87), mas venceu os Estados Unidos (80 x 71). No ano seguinte, o Brasil que havia sido bronze em 1960 e 1964, ficou em 4º lugar nas Olimpíadas da Cidade do México 1968. O quinteto titular nos Jogos de 68 era: Edvar Simões, Rosa Branca, Wlamir Marques, Luiz Cláudio Menon e Ubiratan. As derrotas foram: duas para União Soviética (65 x 76 e 53 x 70) e uma para os EUA (63 x 75). Portanto, entre Mundiais e Olimpíadas, em seis torneios entre 1959 e 1968, o Brasil ficou duas vezes em 1º lugar, nenhuma em 2º lugar, três vezes em 3º lugar e uma vez em 4º lugar. Quatro destes seis torneios haviam sido jogados na América Latina.
A Seleção Brasileira convocada por Kanela para o Mundial de 1970, na Iugoslávia: Ubiratan Maciel (Splugen Reyer Venezia - Itália), Wlamir Marques (Corinthians - SP), Rosa Branca (Corinthians - SP), José "Joi" Aparecido (Corinthians - SP), Luiz Cláudio Menon (Sírio - SP), Mosquito (Sírio - SP), Edvar Simões (Tênis Clube São José - SP), Zé Olaio (Tênis Clube São José - SP), Hélio Rubens (Franca - SP), Sérgio Macarrão (São Caetano - SP), Pedrinho Ferrer (Flamengo - RJ) e Marquinhos Abdalla (Fluminense - RJ).
Fazia parte deste time o primeiro brasileiro a ir jogar basquete fora do Brasil, o pivô Ubiratan, que jogou duas temporadas na 1ª divisão da Liga Italiana, a mais rica e importante da Europa naquele momento. O time titular de Kanela tinha Hélio Rubens, Wlamir Marques, Edvar Simões, Menon e Ubiratan. No Mundial de 70, a Seleção Brasileira voltaria a fazer uma grande campanha. Duas fantásticas e históricas vitórias sobre a União Soviética (66 x 64) e os Estados Unidos (69 x 65), mas o time caiu diante da seleção anfitriã (implacáveis 80 x 55). A Iugoslávia só foi campeã por causa da grande vitória do Brasil sobre os Estados Unidos na última partida do torneio. Os norte-americanos jogavam pelo título com uma vitória simples, por qualquer placar, sobre o Brasil, mas o quinteto brasileiro, com uma atuação histórica, impediu o título dos Estados Unidos. A pontuação do time brasileiro naquele Mundial: Hélio Rubens (83 pts), Edvar Simões (93), Wlamir Marques (85), Menon (158) e Ubiratan (137). Rosa Branca (13), Mosquito (21), Zé Olaio (4), Joi (42) e Sérgio Macarrão (49). Suplentes: Pedrinho (13) e Marquinhos Abdalla (6). O Brasil voltava do Mundial realizado na Iugoslávia com um 2º lugar (a sétima competição global seguida terminada entre os quatro primeiros colocados do planeta).
A carreira dos jovens talentos revelados nos Anos 1960 e que se juntaram à fantástica geração que vinha dos anos 1950:
Ubiratan "Bira" Maciel: 1961-70 Corinthians (SP), 1970-72 Splugen Reyer Venezia (Itália), 1972-73 Trianon Clube/Jacareí (SP), 1973-74 Sírio (SP), 1974-78 Palmeiras e 1979-82 Tênis Clube São José (SP).
Luiz Cláudio Menon: 1961-62 Palmeiras (SP) e 1963-74 Sírio (SP).

### 1971 a 1980
A Seleção Brasileira viveu momentos conturbados na década de 1970, após a saída de Kanela. Sentiu falta de sua capacidade como treinador, mas também houve dificuldade de se fazer a renovação da fantástica geração de Amaury Pasos e Wlamir Marques, uma missão nada fácil. Quando Kanela assumiu a Seleção Brasileira como treinador, o Uruguai tinha seis títulos de Campeonato Sul-Americano, a Argentina tinha cinco e o Brasil só dois. Quando Kanela deixou a Seleção, em 1971, o Brasil tinha oito títulos, o Uruguai também oito e a Argentina tinha seis.
O Brasil havia sido vice-campeão mundial em 1954, bicampeão em 59 e 63, terceiro lugar no Mundial de 67 e vice-campeão em 70. Acumulava três medalhas de bronze em Jogos Olímpicos (1948, 1960 e 1964) e ficara em quarto lugar nas Olimpíadas de 68. O Brasil havia alçado um voo para o primeiro escalão do basquete mundial e queria manter-se lá. Chegou àquele nível pelas mãos de Wlamir e Amaury e pela visão de jogo do “Velho Togo”. Eram sete torneios seguidos terminando entre os quatro melhores do mundo (quatro Mundiais e três Olimpíadas). A renovação depois destes resultados e da saída de Kanela foi traumática. No Mundial de 72, o Brasil foi treinado por Pedroca, do Franca, e amargou a sétima posição. No Mundial de 74, o treinador foi Edson Bispo, mas o resultado não melhorou: sexta colocação. O ápice para a crise veio após o Pré-Olímpico de 76, quando a equipe treinada por Edson Bispo perdeu a vaga com uma derrota para o México. Pela primeira vez, o Brasil estava fora do basquete olímpico. Em 1971, o time comandado por Edson Bispo conquistou uma inédita medalha de ouro nos Jogos Pan-Americanos de Cali, na Colômbia. O time jogava com Hélio Rubens, Mosquito, Joy, Menon e Marquinhos Abdalla como quinteto titular. Venceu Suriname, Cuba, Argentina, Porto Rico, Panamá e México. Sofreu uma única derrota, para os EUA, na 1ª fase. Na final, vitória por 63 x 62 sobre Cuba.
O Brasil também havia conquistado a hegemonia entre clubes na América do Sul. Nas primeiras edições do Sul-Americano de Clubes Campeões, quatro títulos, com o Flamengo em 1953, Sírio em 1961 e o Corinthians em 1965 e 1966. A partir de 1968, o país emendou 11 títulos consecutivos. O Sírio foi campeão em 68, o Corinthians em 69, o Sírio foi tricampeão consecutivo (1970-71-72), o Franca também foi tricampeão consecutivo (1974-75-76), o Sírio foi bicampeão (1978-79) e o Franca foi campeão em 1980. Apesar da hegemonia na América do Sul, os resultados internacionais despencaram.
Nas Olimpíadas de 1972, o time treinado por Pedroca, técnico do Clube dos Bagres, de Franca, ficou com um 7º lugar, muito longe das posições obtidas com Kanela. O time tinha Hélio Rubens, Edvar Simões, Mosquito, Menon, Adílson, Dodi, Marquinhos e Ubiratan. Venceu Japão, Egito e Espanha, depois perdeu para os EUA (54 x 61), conseguiu uma expressiva vitória por 83 x 82 sobre a Tchecoslováquia, mas perdeu em sequência para Austrália (69 x 75), Cuba (63 x 64) e Porto Rico (83 x 87). Uma campanha abaixo do esperado.
Daí para frente, o técnico da seleção foi Edson Bispo, que havia ganho o Ouro no Pan de 71. No Mundial de 74, em Porto Rico, o Brasil acabou em 6º lugar. O time, jogando com a formação titular Hélio Rubens, Carioquinha, Adílson, Ubiratan e Marquinhos Abdalla, perdeu para União Soviética (60 x 79), Iugoslávia (60 x 84), Estados Unidos (83 x 103), Espanha (91 x 93) e Cuba (80 x 85).
Em 1976, foi disputado pela primeira vez o Torneio Pré-Olímpico, seletivo para os Jogos daquele ano. A base do time eram os jogadores do Franca: Hélio Rubens, Fausto, Gilson e Robertão. O time titular de Edson Bispo jogava com: Hélio Rubens, Carioquinha, Fausto Giannechini, Ubiratan e Marquinhos Abdalla. No banco, estavam Gilson Trindade, Robertão e Marcel.
A equipe venceu Israel, Islândia, Tchecoslováquia e Finlândia, perdeu para a Iugoslávia (80 x 88) e viu suas chances de ir ao Mundial ruírem com a derrota para o México (79 x 85). Na sequência, ainda perdeu para a Holanda (90 x 95). Acabou em 4º lugar, num torneio no qual só três se classificavam para a Olimpíada.
A carreira dos principais nomes da Seleção Brasileira na década de 1970:
Hélio Rubens: 1960-81 Franca (SP).
Marquinhos Abdalla: 1967-74 Fluminense (RJ), 1974-76 Pepperdine University (EUA), 1976-78 Emerson Genova (Itália), 1978-80 Sírio (SP), 1980-81 Virtus Bologna (Itália), 1981-84 Sírio (SP), 1984 Flamengo (RJ), 1985 Bradesco (RJ) e 1986-89 Sirio (SP).
Milton Setrini, "Carioquinha": 1969-78 Palmeiras (SP), 1979 Flamengo (RJ), 1980-81 Tênis Clube São José (SP), 1982-83 Sírio (SP), 1984-85 Flamengo (RJ), 1985-86 Minas Tênis Clube (MG), 1987-88 Nosso Clube/Limeira (SP), 1988-89 Pinheiros (SP) e 1990-91 Flamengo (RJ).
Adílson Nascimento: 1969-72 Corinthians (SP), 1973-74 Vila Nova (GO), 1974-78 Franca (SP), 1979-81 Jóquei Clube (GO), 1982-84 Corinthians (SP), 1984-85 Barreirense (Portugal), 1986 Imortal de Albufeira (Portugal), 1986-87 Tênis Clube de Campinas (SP), 1988-90 Rio Claro (SP) e 1991 Pinheiros (SP).
Sérgio Macarrão: 1959-66 Botafogo (RJ), 1966-68 Vasco da Gama (RJ), 1969-70 São Caetano (SP), 1971-74 Fluminense (RJ), 1975-77 Flamengo (RJ), 1978-80 Club Municipal (RJ) e 1981 Mackenzie (SP).
Estourou uma grande crise no basquete brasileiro, com acusações de parte a parte, especialmente entre Rio de Janeiro (sede da CBB) e São Paulo (núcleo das principais equipes do país), buscando identificar os responsáveis pelo momento ruim da Seleção.
Ao mesmo tempo, iniciava-se uma era em que os jogadores brasileiros começavam a se aventurar pelo mundo. Depois de Ubiratan Maciel ter jogado na Liga Italiana, foi a vez de Marquinhos Abdalla passar por aquela que era a maior liga de basquete da Europa nos anos 1970 e 80. Marquinhos foi 3º lugar da 2ª divisão da Itália com o Emerson Color Genova na temporada 1976/77, depois voltou à Itália na temporada 1980-81 para defender o Sinudyne/Bologna, então bicampeão Italiano em 78/79 e 79/80, e foi vice-campeão italiano da temporada 80/81. Eles abriram as portas para o trio Oscar, Marcel e Israel, que disputaram várias temporadas na Liga Italiana nos anos 1980.
Na Seleção, após Edson Bispo ser treinador, o comando da Seleção foi posto nas mãos de Ary Vidal, técnico ligado ao basquete do Rio de Janeiro e sem resultados expressivos a nível nacional como treinador de Botafogo e Vasco. Ary Vidal foi campeão sul-americano em 1977 e conseguiu colocar a Seleção Brasileira de novo no pódio no Mundial de 78, obtendo um terceiro lugar, com destaque para uma excepcional vitória por 92 x 90 sobre os EUA. Acabou perdendo para Iugoslávia (97 x 81) e União Soviética (94 x 85). O 3º lugar foi conquistado sobre a Itália com uma cesta de Marcel do meio da quadra no estourar do cronômetro.
Os 12 convocados por Ary Vidal em 1978 foram: Marquinhos Abdalla (Emerson Gênova - Itália), Ubiratan Maciel (Palmeiras - SP), Carioquinha (Palmeiras - SP), Oscar Schmidt (Palmeiras - SP), Hélio Rubens (Franca - SP), Gilson Trindade (Franca - SP), Adilson Nascimento (Franca - SP), Fausto Giannechini (Franca - SP), Robertão (Franca - SP), Marcel Souza (Sírio - SP), Marcelo Vido (Sírio - SP) e Eduardo Agra (Sírio - SP). O Brasil venceu a China (154 x 97), a Itália (88 x 84), Porto Rico (100 x 88), Canadá (69 x 62), Austrália (108 x 78), Filipinas (119 x 72) e Estados Unidos (92 x 90). Perdeu para a União Soviética (85 x 94) e a Iugoslávia (87 x 91). Na disputa do bronze, venceu a Itália (86 x 85). A pontuação dos jogadores brasileiros na competição foi a seguinte: Carioquinha (124 pts), Marcel (183), Oscar Schmidt (194), Gilson Trindade (101) e Marquinhos Abdalla (157). Hélio Rubens (44), Fausto Giannechini (67), Robertão (31), Ubiratan (47), Adílson (25), Marcelo Vido (4) e Eduardo Agra (11).
Para embalar o bom momento do basquete brasileiro, em 1979, o Sírio sagrou-se campeão do Mundial de Clubes. O torneio era disputado desde 1966, ano em que jogando em Madrid, o Corinthians perdeu a final para o Varese, da Itália. Nas edições seguintes, o Akron Goodyear, dos EUA, foi tricampeão (1967-68-69). O Varese voltou a ser campeão em 1970; em 71, 72 e 73 o torneio não foi realizado, e em 74 o Varese voltou a ser o campeão, desta vez vencendo o Sírio em pleno Ginásio do Ibirapuera. Em 1975, o campeão foi a Universidade de Maryland (EUA), e no ano seguinte, mais um vice-campeonato brasileiro, com o Franca perdendo o título para o Cantu, da Itália. Na sequência, o Real Madrid, da Espanha, foi tricampeão (1976-77-78). Em 1979, o torneio voltou a ser jogado no Ginásio do Ibirapuera. O Sírio venceu o Quebrasillos, de Porto Rico, por 114 x 81; perdeu para o Mokan (EUA) por 91 x 98; venceu o Varese, da Itália, por 83 x 79, e o Bosnia Sarajevo, da Iugoslávia, onde jogava o craque Delibasic, por apertados 100 x 98. O time campeão jogava com Larry Dyal, Marcel Souza, Oscar Schmidt, Dodi e Marquinhos Abdalla. O técnico era Cláudio Mortari, e no banco ainda estavam Marcelo Vido, Saiani, Eduardo Agra e Michael Daugherty.
Na empolgação do título do Sírio, Cláudio Mortari foi escolhido para assumir o lugar de Ary Vidal na Seleção Brasileira. Em 1980, no Pré-Olímpico, em Porto Rico, o Brasil voltou a repetir o 4º lugar do Pré-Olímpico de 1976. Teria ficado fora das Olimpíadas, já que eram três os que se classificavam, se os EUA não tivessem boicotado as Olimpíadas de Moscou. Jogando com Carioquinha, Fausto Giannechini, Marcel, Oscar Schmidt e Marquinhos Abdalla, o Brasil venceu Uruguai, Cuba, México e Porto Rico, mas perdeu a semifinal para o Canadá (81 x 98). Para as Olimpíadas, o time titular passou a ser: Carioquinha, Marcel, Oscar Schmidt, Adilson e Marquinhos. O Brasil fez 72 x 70 na Tchecoslováquia, perdeu para a União Soviética por 88 x 101, venceu Cuba por 94 x 93, perdeu para a Espanha (91 x 110), venceu a Itália (90 x 77) e perdeu para o timaço da Iugoslávia (que acabou com a medalha de ouro) por 95 x 96. Terminou em 5º lugar.

### 1981 a 1990
O otimismo voltou a rondar o país e a crise no basquete passou. O sentimento em torno à situação do basquete brasileiro parecia já ser outro nos anos 1980. Kanela, em entrevista à revista Placar (ed. 827, de 31 de março de 1986) dizia "nunca vi tanto craque". Alongava-se: "depois dos bicampeões apareceram alguns bons jogadores, mas nenhum da capacidade de Amaury, Wlamir, Ubiratan, Menon e Waldemar. Hoje em dia, porém, vejo que estão surgindo jogadores com potencial que me fazem lembrar aquele time. (...) Gérson e Pipoka são geniais (...) temos Marcel que é um gênio como foram Wlamir e Amaury, e Oscar, que aprendeu a encestar quando estava ainda na barriga da mãe (...) Maury, irmão do Marcel, é também um monstro".
Depois de ter conseguido voltar às Olimpíadas, em 1980, o ciclo seguinte no comando da Seleção Brasileira foi conduzido por uma comissão de treinadores, liderados por Edvar Simões e José Medalha, co-treinadores da Seleção. Mas no Mundial de 1982, na Colômbia, o resultado voltou a ficar muito aquém dos obtidos nos tempos áureos de Amaury e Wlamir, um 8º lugar. A seleção jogou com Nilo Guimarães, Marcel, Oscar, Adilson e Marquinhos como quinteto titular; Maury, Marcelo Vido, Carioquinha, Cadum, Gilson Trindade, Julinho e Israel estavam no banco de reservas. Logo na estreia, derrota para a Austrália por 73 x 75. Depois o time perdeu para a União Soviética (92 x 99), venceu a China, o Uruguai e a Tchecoslováquia, mas antes de voltar para casa ainda perdeu para o modesto Panamá (85 x 86). Nos Jogos Pan-Americanos de 1983, em Caracas, na Venezuela, o time ficou a medalha de prata, tendo os EUA conquistado o ouro.
Ao mesmo tempo vinha chegando uma geração que dava esperanças de um futuro melhor. Em 1983, o Brasil foi terceiro lugar no Mundial Sub-19, ficando atrás somente de Estados Unidos e União Soviética, e tendo vencido a dona da casa, Espanha, na decisão de 3º lugar. O time brasileiro jogava com Chuí, Zanon, Paulinho Villas-Bôas, Joel Vicardi e Rolando Ferreira. O sexto jogador era Pipoka. O técnico deste time era Cláudio Mortari.
Para as Olimpíadas de 1984, o treinador escolhido foi Renato Brito Cunha. O time brasileiro, jogando com Nilo Guimarães, Carioquinha, Oscar, Israel e Marquinhos foi campeão do Pré-Olímpico, disputado em São Paulo. No banco, estavam Marcelo Vido, Cadum, Gérson Victalino, Julinho e Adilson. O Brasil venceu por 93 a 76 ao Uruguai, por 95 a 92 ao Panamá, por 107 a 95 a Argentina, por 90 a 80 ao México, por 92 a 89 a Cuba, por 93 a 78 a República Dominicana, por 99 a 93 ao Canadá e por 109 a 107 a Porto Rico. Foi para as Olimpíadas de Los Angeles 1984 e voltou com um 9º lugar. Novamente perdeu a estreia para a Austrália (72 x 76), e depois perdeu para Itália (78 x 89), Iugoslávia (85 x 98) e Alemanha (75 x 78).
Novamente o Brasil se deparava com uma enorme insatisfação com os resultados obtidos pela Seleção Brasileira. Era hora de nova mudança: Ary Vidal voltava ao comando do time para tentar reeditar o bom desempenho que a seleção teve sob seu comando em 1978. O time venceu o Sul-Americano de 85, na Colômbia, e foi para o Mundial de 1986, na Espanha, jogando com Maury, Marcel, Oscar, Gérson e Israel; Guerrinha, Julinho, Nilo Guimarães, Paulinho Villas-Bôas, Pipoka e Rolando formavam a reserva. Na mão de Ary Vidal, o Brasil voltou a jogar uma semifinal, tendo terminado o Mundial na 4ª colocação, o melhor desempenho desde a seleção que Ary Vidal levara ao 3º lugar no Mundial de 78. O time brasileiro venceu Coreia do Sul, Panamá, Grécia, Espanha, Cuba e Israel, sofrendo derrotas para França (85 x 93) e União Soviética (101 x 110). Perdeu a semifinal para os EUA (80 x 96) e a decisão de 3º lugar para a Iugoslávia (91 x 117).
Carreira dos principais jogadores brasileiros da década de 1980:
Oscar Schimdt: 1974-79 Palmeiras, 1979-82 Sírio (SP), 1982-90 Juve Caserta (Itália), 1990-93 Pavia (Itália), 1993-95 Valladolid (Espanha), 1995-97 Corinthians (SP), 1997-98 Bandeirantes/Barueri (SP), 1998-99 Mackenzie/Microcamp/Barueri (SP), 1999-2003 Flamengo (RJ).
Marcel Ponickwar de Souza: 1974 Sírio (SP), 1975-76 Bradley University (EUA), 1976-83 Sírio (SP), 1983-84 Juve Caserta (Itália), 1984-85 Monte Líbano (SP), 1986 Jundiaí (SP), 1986-89 Alno Fabriano (Itália), 1989-90 Monte Líbano (SP), 1990-92 Corinthians de Santa Cruz (RS), 1992-93 Sírio (SP) e 1993-94 Palmeiras (SP).
Julio Garavello: 1970-1972 Hebraica (SP), 1973-1981 Sírio (SP), 1982-1983 Mackenzie (SP), 1985 Partanna (Itália), 1992-1993 Kangurus (Suíça).
Israel Andrade: 1978-80 Corinthians (SP), 1980-82 Sporting Clube de Portugal (Portugal), 1982-85 Monte Líbano (SP), 1985-86 Libertas Livorno (Itália), 1986-91 Fabriano (Itália), 1991-94 Rimini (Itália), 1994-95 Virtus Roma (Itália), 1996 Liga Angrense (RJ), 1997 Trianon Clube de Jacareí (SP), 1997-98 Bandeirantes/Barueri (SP), 1998-99 Mackenzie/Microcamp/Barueri (SP) e 2000-02 Hebraica (SP).
No ano seguinte (1987), o Brasil obteve o resultado que mais marcou esta geração, a medalha de ouro nos Jogos Pan-Americanos de Indianápolis, vencendo os Estados Unidos por 120 a 115 na final, aplicando a primeira derrota de um time norte-americano de basquetebol jogando em seu território. Os 12 jogadores escolhidos por Ary Vidal que conseguiram esta façanha foram: Oscar Schmidt (Caserta - Itália), Marcel de Souza (Fabriano - Itália), Israel Andrade (Fabriano - Itália), Maury de Souza (Monte Líbano - SP), Ricardo "Cadum" Guimarães (Monte Líbano - SP), Pipoka (Monte Líbano - SP), André Stoffel (Monte Líbano - SP), Guerrinha (Franca - SP), Paulinho Villas-Bôas (Sírio - SP), Gérson Victalino (Corinthians - SP), Silvio Malvesi (Pirelli - SP) e Rolando Ferreira (Universidade de Houston - EUA). A campanha brasileira: 110 x 79 no Uruguai, 100 x 99 em Porto Rico, 103 x 98 nas Ilhas Virgens, 88 x 91 para o Canadá, 131 x 84 na Venezuela, 137 x 116 no México, e 120 x 115 nos Estados Unidos. A pontuação dos jogadores brasileiros na competição: Guerrinha (55 pts), Marcel (187), Oscar Schmidt (249), Israel (78) e Gérson Victalino (62). Maury (12), Cadum (47), Paulinho Villas-Boas (47), Pipoka (23) e Rolando (12). Suplentes: Silvio (6) e André Stoffel (11).
A carreira dos principais nomes que fizeram história em Indianápolis em 1987:
Maury Ponikwar de Souza: 1981-84 Sirio (SP), 1984-88 Monte Líbano (SP), 1988-89 Flamengo (RJ), 1989-90 Varese (Itália), 1990-92 Clube Ipê/Jales (SP), 1992-94 Franca (SP), 1994-97 Guaru (SP), 1997 Bauru (SP), 1998 Bandeirantes/Barueri (SP), 1998-00 Bauru (SP), 2000 Araraquara (SP) e 2001-02 Universo Ajax (GO).
Jorge Guerra, "Guerrinha": 1975-92 Franca (SP), 1992-93 Monte Líbano (SP), 1993-96 Dharma/Yara/Franca (SP) e 1997 COC/Ribeirão Preto (SP).
Ricardo Guimarães, "Cadum": 1978-87 Monte Líbano (SP), 1987-88 Tênis Clube de Campinas (SP), 1988-89 Flamengo (RJ), 1989-93 Sírio (SP), 1993-96 Dharma/Yara/Franca (SP), 1996-97 Pinheiros (SP), 1997-98 Palmeiras (SP), 1998-99 Unitri/Uberlândia (MG) e 2000 Hebraica (SP).
Paulinho Villas-Bôas: 1981-87 Sírio (SP), 1987-88 Monte Líbano (SP), 1988-89 Flamengo (RJ), 1989-95 Rio Claro (SP), 1995-96 Mogi das Cruzes (SP), 1996-97 Corinthians (SP), 1997-98 Bandeirantes/Barueri (SP), 1998-99 Mackenzie/Microcamp/Barueri (SP), 1999-00 Flamengo (RJ), 2001 Unisanta (SP).
Gérson Victalino: 1980-85 Monte Líbano (SP), 1985-87 Corinthians (SP), 1987-88 Monte Líbano (SP), 1988-89 TDK Manresa (Espanha), 1989-90 Lwart/Lwarcel (SP), 1990-96 Clube Ipê/Jales (SP), 1996-97 Corinthians (SP) e 1998 Sport Recife (PE).
João Viana, "Pipoka": 1982-83 Tênis Clube São José (SP), 1983-87 Monte Líbano (SP), 1987-89 Tênis Clube de Campinas (SP), 1989-91 Maratonistas de Coamo (Porto Rico), 1991 Dallas Mavericks (NBA), 1992-93 Maratonistas de Coamo (Porto Rico), 1993-95 Palmeiras (SP), 1995-96 Corinthians (SP), 1996-98 Mogi das Cruzes (SP), 1998-01 Flamengo (RJ), 2001-04 Araraquara (SP) e 2004-07 Lobos Brasília (DF).
Rolando Ferreira: 1983 Sirio (SP), 1984-88 University of Houston (EUA), 1988-89 Portland Trail Blazers (NBA), 1990-91 Monte Líbano (SP), 1992-93 Corinthians de Santa Cruz (RS), 1993-95 Guaru (SP), 1995-97 Corinthians de Santa Cruz (RS), 1997-98 Bandeirantes/Barueri (SP), 1998-99 Pinheiros (SP) e 2000 Unisanta (SP).
O Brasil seguiu o embalo de bons resultados em 1988. Foi campeão do Pré-Olímpico, jogado em Montevidéu, e nos Jogos Olímpicos de Seul 1988, na Coreia do Sul, ficou com um 5º lugar. O quinteto titular de Ary Vidal jogou com Maury, Marcel, Oscar, Gérson e Israel. Venceu Canadá (125 x 109), China (130 x 108), Egito (138 x 85), perdeu para EUA (87 x 102), Espanha (110 x 118) e União Soviética (105 x 110), venceu Porto Rico (104 x 86) e Canadá (106 x 90).
O resultado contra o Egito, 138 a 85, se tornou o recorde de maior pontuação da história dos Jogos Olímpicos de uma partida de basquete. O recorde durou até 2012, quando os EUA bateram a Nigéria por 156 a 73.
A quinta colocação em Seul derrubou Ary Vidal. O treinador escolhido para o seu lugar foi o técnico de Franca, Hélio Rubens. Com ele, o time brasileiro, em 1990, foi 3º lugar no Pré-Mundial, no México, e 5º lugar no Mundial de 1990, na Argentina. O time titular era o mesmo da Olimpíada de 88: Maury, Marcel, Oscar, Gérson e Israel. No banco, alguma renovação, com a presença, além de Guerrinha, Julinho, Cadum, Pipoka e Rolando, de Fernando Minucci, Luiz Felipe e Josuel. A campanha no Mundial teve vitórias sobre Itália (125 x 109), China (138 x 95), Austrália (100 x 93) e Grécia (97 x 94), e derrotas para Austrália (68 x 69), Iugoslávia (86 x 105), Grécia (88 x 103) e União Soviética (100 x 110).

### 1991 a 1999
Depois do 5º lugar no Mundial de 1990, em Buenos Aires, a Seleção Brasileira mudou de mão mais uma vez, saiu Hélio Rubens e entrou José Medalha.
O trabalho começou com resultados preocupantes, depois de ser vice-campeão sul-americano, ficou com o 5º lugar nos Jogos Pan-Americanos de 1991, em Havana, Cuba. O time sentiu a ausência de seu principal jogador, pois Oscar não pode disputar os torneios por conta de uma lesão. O time de Medalha jogou com Maury, Marcel, Paulinho Villas-Bôas, Pipoka e Josuel como titulares, Guerrinha, Fernando Minucci, Gérson Victalino e Rolando Ferreira estavam na reserva. O Brasil venceu Uruguai, Canadá, México, Porto Rico, Argentina e Venezuela, mas acabou eliminado nas quartas de final do Pan de 91 para Cuba (92 x 96).
Em 1992, o Brasil ficou em 3º lugar no Pré-Olímpico, disputado em Portland, nos EUA, classificando-se para os Jogos de Barcelona. Venceu Porto Rico (95 x 72), Venezuela (128 x 81), México (90 x 87), Uruguai (139 x 93). Perdeu as semifinais para a Venezuela, do jogador da NBA Carl Herrera, por 91 x 100, e na decisão de 3º lugar, que definia a vaga, venceu novamente Porto Rico (93 x 91).
Os comandados de José Medalha nos Jogos Olímpicos de Barcelona 1992 eram Maury, Marcel, Oscar, Gérson e Pipoka como titulares, com Guerrinha, Cadum, Fernando Minucci, Paulinho Villas-Bôas, Israel, Josuel e Rolando no banco. A campanha brasileira nas Olimpíadas de 1992 começou com derrotas por 76 x 93 para a Croácia e por 100 x 101 para a Espanha, depois vitória por 76 x 66 em Angola, e mais duas derrotas: 83 x 127 para os EUA (o Dream Team de Michael Jordan, Magic Johnson e cia.) e por 96 x 114 para a Lituânia. Para fechar, vitórias por 86 x 84 em Porto Rico e por 90 x 80 sobre a Austrália para garantir mais um 5º lugar para a Seleção Brasileira.
Depois de três competições seguidas sem conseguir estar presente entre os quatro primeiros colocados (Olimpíadas 88, Mundial 90 e Olimpíadas 92), a Confederação Brasileira decidiu mexer novamente no comando, tendo trocado José Medalha por Ênio Vecchi. A missão agora era fazer a transição da geração de Oscar, Marcel e Israel para uma nova safra. Ênio Vecchi chegava com o respaldo de seu trabalho nas divisões de base da Seleção. A nova geração era essencialmente de Franca: Chuí (Marco Aurélio Pegolo), Demétrius Ferracciú, Fernando Minucci, Rogério Klafke e Joélcio Joerke (Janjão) foram as apostas de renovação.
Em 1993, no Pré-Mundial, o time jogou com Maury, Chuí, Fernando Minucci, Pipoka e Josuel como quinteto titular; André Luís Fonseca (Ratto), Demétrius, Rogério, Rolando e Janjão eram os reservas, Luís Fernando e Carlos Henrique Nascimento (Olívia) também faziam parte do grupo. O Brasil se classificou, mas com um resultado nada bom: 4º lugar. O time venceu República Dominicana, Panamá e Cuba, mas perdeu para Venezuela, Porto Rico e Argentina.
No Mundial de 1994, em Toronto, no Canadá, o Brasil ficou em 11º lugar, com uma campanha ruim. Com Maury, Paulinho Villas-Bôas, Rogério Klafke, Pipoka e Josuel como titulares, e Ratto, Márcio Azevedo, Fernando Minucci, Rolando Ferreira, Janjão, Antônio José Santana (Tonico) e Olívia. Nos sete primeiros jogos do Mundial, o Brasil conseguiu seis derrotas, tendo perdido até para Angola. Perdeu por 93 x 97 para a China, por 67 x 73 para a Espanha, por 68 x 111 para os EUA, venceu por 82 x 76 a Cuba, e perdeu por 76 x 96 para a Alemanha, por 78 x 79 para Angola e por 85 x 90 para a Espanha. Na decisão de 11º lugar, venceu a Alemanha por 93 x 71. A posição final foi considerada muito abaixo da crítica.
Para "apagar o incêndio", Ary Vidal foi novamente convocado para comandar a Seleção. Com ele, o Brasil conseguiu classificar-se para as Olimpíadas de Atlanta, em 1996. Aquela seria a última participação olímpica do Brasil no basquete masculino nos 16 anos seguintes.
O trabalho de Vidal começou em 1995 no Pan-Americano de Mar del Plata (medalha de bronze) e no Pré-Olímpico de Neuquén, também na Argentina (3º lugar). Ary Vidal trouxe Oscar Schmidt de volta à Seleção, e fez poucos ajustes nas peças de renovação que vinham sendo utilizadas, convocou o armador Alberto e o pivô Gema (ambos do Flamengo), e João Batista (ex-Flamengo, que estava no Corinthians de Santa Cruz, do Rio Grande do Sul). O time no Pan jogou com Chuí, Fernando Minucci, Rogério Klafke, Luís Felipe e Josuel. O time venceu Porto Rico (102 x 88), EUA (101 x 98), Uruguai (107 x 83) e México (125 x 75). Depois perdeu para Argentina (75 x 95) e EUA (85 x 89). No Pré-Olímpico, o time foi Maury, Fernando Minucci, Oscar Schimdt, Israel e Josuel. Ratto, Caio Cazziolato, Márcio Azevedo, Rogério Klafke e Pipoka estavam no banco. Apesar da derrota na estreia para o Uruguai (81 x 84), o time venceu Bahamas, Venezuela e conseguiu a vitória por 83 x 78 sobre a Argentina. Venceu Canadá e Cuba, mas ainda perdeu para República Dominicana (98 x 100), Canadá (99 x 104), Porto Rico (83 x 89) e Argentina (82 x 87). Na última partida, uma vitória por 97 x 79 sobre o Canadá garantiu a classificação para os Jogos de Atlanta.
Nos Jogos Olímpicos de 1996, o Brasil, com Ratto, Fernando Minucci, Rogério Klafke, Oscar Schmidt e Josuel como titulares, fez a seguinte campanha: vitória por 101 x 98 sobre Porto Rico, derrotas por 87 x 89 para a Grécia, por 101 x 109 para a Austrália e por 82 x 101 para a Iugoslávia, vitória fácil por 127 x 97 na Coreia do Sul, uma grande vitória por 80 x 74 sobre a Croácia, uma derrota esperada por 75 x 98 para os EUA (time que era chamado de Dream Team 3), e nova derrota para a Grécia (72 x 91). O Brasil terminou num honroso 6º lugar. Eis a pontuação do time brasileiro nas Olimpíadas de 96: Ratto (43 pts), Fernando Minucci (73), Rogério Klafke (83), Oscar Schimdt (219) e Josuel (83). Demétrius (24), Caio Cazziolato (41), Olívia (31), Pipoka (51) e Janjão (50). Suplentes: Caio Silveira (4) e Tonico (23).
O Brasil definitivamente estava em outro patamar no basquete mundial, abaixo do que havia estado no passado. A conjuntura era mais difícil, é verdade, pois a política havia dividido a Iugoslávia em duas equipes fortes (Sérvia e Croácia), e a União Soviética em outras duas (Rússia e Lituânia). Ademais, países como Grécia e Argentina haviam fortalecido muito seus basquetes. Se antes fazia parte do quarteto de ponta a nível mundial (junto, mas ligeiramente atrás, de EUA, URSS e Iugoslávia), agora a briga era entre a 5ª e a 8ª posição. Sem conseguir evoluir taticamente seu jogo, a posição do Brasil estava prestes a ficar ainda pior. Ary Vidal voltava a se despedir da Seleção, e como em todas suas outras passagens, o resultado piorou depois de sua saída. A partir de 1997 o novo treinador do basquete masculino brasileiro seria o técnico do Franca, Hélio Rubens.
Carreira dos principais nomes que emergiram durante a década de 1990:
Rogério Klafke: 1993-98: Franca (SP), 1998-02 Vasco da Gama, 2002-03 Universo/Ajax (GO), 2004-05 Unitri/Uberlândia (MG), 2005-12 Franca (SP) e 2012-13 Basquete Cearense (CE).
Josuel dos Santos: 1990-91 Pirelli (SP), 1992-93 Franca (SP), 1993-95 Rio Claro (SP), 1995 Corinthians de Santa Cruz (RS), 1996 Dharma/Yara/Franca (SP), 1997 COC/Ribeirão Preto (SP), 1998 Mackenzie/Microcamp/Barueri (SP), 1999-01 Flamengo (RJ), 2001-02 Bauru (SP), 2003 Vasco da Gama (RJ), 2003-04 Corinthians/Mogi (SP), 2004-06 Telemar/Rio de Janeiro (RJ), 2006 Rio de Janeiro/Pan 2007 (RJ) e 2008-11 Pinheiros (SP).
Em 1997, o trabalho de Hélio Rubens começou com um modestíssimo 4º lugar no Sul-Americano, com uma "Seleção B", que tinha Ratto, Demétrius, Caio Cazziolato, Rogério Klafke, Alexey, Vanderlei Mazzuchini, Olívia, André Matoso (Gema) e Cláudio Clemente (Brasília). A seguir, no Pré-Mundial, conseguiu um 3º lugar após vencer México, Uruguai, Cuba, Venezuela e Canadá, e perder para EUA e Porto Rico, contra a Argentina, uma vitória e uma derrota. O time titular do Brasil tinha Demétrius, Caio Cazziolato, Rogério Klafke, Alexey e Josuel. No banco: Ratto, Vanderlei Mazzuchini, Olívia, Sandro Varejão e Janjão.
Já no Mundial de 1998, na Grécia, o time titular de Hélio Rubens jogava com Demétrius Ferracciú, Chuí, Rogério Klafke, Pipoka e Josuel. No banco estavam Ratto, Helinho (filho de Hélio Rubens), Caio Cazziolato, Sandro Varejão, Brasília e Janjão, além do jovem Marcelinho Machado, debutando na Seleção. A base do time era, em essência, um time dos jogadores do Franca, juntando diferentes gerações que jogaram entre 90 e 98 por lá, seis jogadores dos doze escolhidos por Hélio Rubens: Chuí, Helinho, Demétrius, Rogério, Sandro Varejão e Janjão. O time brasileiro perdeu por 59 x 83 para os EUA, venceu por 76 x 73 a Coreia do Sul, perdeu por 62 x 66 para a Lituânia, por 63 x 73 para a Espanha e por 63 x 75 para a Austrália, venceu por 76 x 64 Porto Rico, e perdeu por 75 x 79 para a Austrália. Terminou em 10º lugar, repetindo a campanha ruim do Mundial de 1994.
O discurso de Hélio Rubens e da CBB era de paciência, que a renovação precisava de tempo para mostrar seus frutos. E em 1999, os resultados iniciais deram a impressão de que poderia ser assim, o jovem time comandado por Hélio Rubens foi campeão Sul-Americano (em cima da "Argentina B") e faturou a medalha de ouro nos Jogos Pan-Americanos de Winnipeg, no Canadá. Os 11 convocados por Hélio Rubens que conquistaram este ouro eram: Helinho (Vasco da Gama - RJ), Demétrius Ferracciú (Vasco da Gama - RJ), Rogério Klafke (Vasco da Gama - RJ), Sandro Varejão (Vasco da Gama - RJ), Aylton Tesch (Vasco da Gama - RJ), Ratto (Flamengo - RJ), Caio Cazziolato (Flamengo - RJ), Josuel (Flamengo - RJ), Marcelinho Machado (Botafogo - RJ), Vanderlei Mazzuchini (Bauru - SP), Michel Nascimento (Bauru - SP) e Luiz Fernando de Souza (Minas Tênis Clube - MG). A campanha brasileira teve: 102 x 72 na República Dominicana, 71 x 73 para os Estados Unidos, 86 x 72 em Cuba, 95 x 85 em Porto Rico, e 95 x 78 sobre os Estados Unidos na final. Eis a pontuação do time brasileiro: Helinho (43 pts), Caio Cazziolato (56), Vanderlei Mazzuchini (60), Rogério Klafke (68) e Josuel (56). Ratto (17), Demétrius (35), Marcelinho Machado (34), Sandro Varejão (38), Aylton (34) e Michel (4).
Mas o ano de 1999 não teria salvação com a eliminação no Pré-Olímpico, em San Juan, Porto Rico. O time brasileiro, comandado por Hélio Rubens, jogou com Demétrius, Vanderlei Mazzuchini, Rogério Klafke, Sandro Varejão e Josuel como titulares; Ratto, Helinho, Caio Cazziolato, Marcelinho Machado, Luiz Fernando, Michel e Aylton formavam o banco. A campanha do Brasil teve vitórias sobre a República Dominicana e o Uruguai, de resto, só derrotas, por 68 x 91 para a Venezuela, por 88 x 96 para o Panamá, por 75 x 95 para o Canadá, por 73 x 90 para os EUA e por 77 x 79 para a Argentina. O Brasil terminou em 6º lugar e ficou fora dos Jogos Olímpicos de Sydney, em 2000.

### 2000 a 2009
Com o basquete masculino fora dos Jogos Olímpicos de 2000, repetiu-se o mesmo clima de acusações e identificação de culpados que ocorrera em 1976, quando o Brasil passou pela mesma situação. O basquete brasileiro havia namorado com a crise depois dos péssimos desempenhos nos Mundiais de 94 e 98, mas a crise estourou mesmo, para valer, após a não classificação para as Olimpíadas. Apesar de todas as turbulências, Hélio Rubens foi mantido no cargo para o ciclo de preparação para o Mundial de 2002.
Em 2001, os garotos Anderson Varejão, Nenê Hilário, Alex Garcia e Guilherme Giovannoni fizeram suas estreias pela Seleção. O time brasileiro foi vice-campeão do Sul-Americano, em Valdivia, no Chile, perdendo a final para a Argentina. A seguir, disputou o Pré-Mundial em Neuquén, na Argentina, tendo ficado com o vice-campeonato, e classificando-se para o Mundial 2002. O time titular de Hélio Rubens era Demétrius Ferracciú, Marcelinho Machado, Guilherme Giovannoni, Sandro Varejão e Nenê Hilário. No banco, estavam Helinho, Alex Garcia, Vanderlei Mazzuchini, Márcio Dornelles, Anderson Varejão, Tiago "Tiagão" Valentim e Estevam Ferreira. A Seleção não superou a Argentina, para quem perdeu duas vezes (98 x 108 na 1ª fase e 59 x 78 na final). Sofreu uma derrota para o Panamá também no último jogo da 1ª fase, que praticamente não valia nada. Fora isso, só vitórias: 116 x 78 nos EUA, 92 x 89 na Venezuela, 90 x 67 no Uruguai, 93 x 69 nas Ilhas Virgens, 89 x 83 em Porto Rico, 78 x 69 no Canadá e 98 x 94 em Porto Rico.
Havia um certo otimismo para a campanha no Mundial de Indianápolis. Dando continuidade à renovação da equipe, 2002 foi o ano das estreias de Leandro Barbosa e Tiago Splitter com a camisa da Seleção Brasileira. O time titular de Hélio Rubens no Mundial jogou com Demétrius, Marcelinho Machado, Rogério Klafke, Guilherme Giovannoni e Anderson Varejão. No banco estavam Helinho, Leandrinho, Alex Garcia, Vanderlei Mazzuchini, Sandro Varejão, Rafael "Bábby" Araújo e Tiago Splitter. A ausência foi Nenê Hilário, que ficou fora (a primeira de uma longa sequência de ausências) devido a problemas burocráticos entre a NBA e a CBB, referentes ao pagamento de seguro pela participação do pivô no Mundial. A campanha brasileira na primeira fase teve vitórias por 102 x 73 no Líbano, 88 x 86 na Turquia, 90 x 86 em Porto Rico, 86 x 83 em Angola, 90 x 69 na Iugoslávia, e uma derrota: 67 x 84 para a Espanha. Nas quartas de final, o Brasil perdeu por 67 x 78 para a Argentina. Na definição da posição, mais duas derrotas: 89 x 105 para a Espanha e 84 x 91 para Porto Rico. A pontuação do time brasileiro no Mundial 2002 foi: Demétrius (57 pts), Marcelinho Machado (146), Rogério Klafke (113), Guilherme Giovannoni (86) e Anderson Varejão (83). Helinho (18), Alex Garcia (44), Vanderlei Mazzuchini (72), Sandro Varejão (66) e Tiago Splitter (31).
O Brasil terminou o Mundial de 2002 em 8º lugar, após um 11º lugar no Mundial de 94 e um 10º no Mundial de 98. A CBB decidiu então mudar o comando técnico da seleção, saiu o treinador do Franca, Hélio Rubens, e entrou o do COC/Ribeirão Preto, Lula Ferreira.
A carreira dos principais nomes desta geração no basquete brasileiro:
Alex Garcia: 1999-2003 COC/Ribeirão Preto (SP), 2003 San Antonio Spurs (NBA), 2004 New Orleans Hornets (NBA), 2005-06 COC/Ribeirão Preto (SP), 2006-07 Lobos Brasília (DF), 2007-08 Maccabi Tel Aviv (Israel), 2008-14 Lobos Brasília (DF), 2014-19 Bauru (SP), 2019-20 Minas Tênis Clube (MG), 2020-presente Bauru (SP).
Guilherme Giovannoni: 1997-2000 Pinheiros (SP), 2000-01 Fuenlabrada (Espanha), 2001 Gijón (Espanha), 2002 COC/Riberirão Preto (SP), 2002-03 Rimini (Itália), 2003-04 Benetton Treviso (Itália), 2004-05 Biella (Itália), 2005-06 Kiev (Ucrânia), 2006-09 Virtus Bologna (Itália), 2009-17 Lobos Brasília (DF), 2017-18 Vasco da Gama (RJ) 2018-19 Corinthians (SP).
Marcelinho Machado: 1995-97 Tijuca Tênis Clube (RJ), 1997-98 Corinthians de Santa Cruz (RS), 1998-2001 Botafogo (RJ), 2001-02 Fluminense, 2002-03 Rimini (Itália), 2003-04 Lobos Cantabria (Espanha), 2004-05 Telemar/Rio de Janeiro (RJ), 2005-06 Unitri/Uberlândia (MG), 2006-07 Zalgiris Kaunas (Lituânia), e 2007-18 Flamengo (RJ).
Válter Apolinário, "Valtinho": 1996-97 Rio Claro (SP), 1998 COC/Ribeirão Preto (SP), 1999-2001 Franca (SP), 2002-07 Unitri/Uberlândia (MG), 2008 Vasco da Gama, 2008-09 Lobos Brasília (DF), 2010-14 Unitri/Uberlândia (MG), 2014-15 São José (SP), 2015-16 Paulistano (SP) e 2016-17 Bauru (SP).
Welington Reginaldo dos Santos, "Nezinho": 2000-06 COC/Ribeirão Preto (SP), 2006-07 Lobos Brasília (DF), 2008-09 Limeira (SP), 2010-14 Lobos Brasília (DF), 2014-15 Limeira (SP), 2015-16 Franca (SP), 2016-18 Vasco da Gama (RJ) 2018-20 Universo/Brasília (DF), 2020-presente Brasília Basquete.
Marcus Vinícius de Souza, "Marquinhos": 2001 Corinthians (SP), 2002 Bauru (SP), 2003 Vasco da Gama, 2004 Corinthians/Mogi (SP), 2005 Pesaro (Itália), 2006 São Carlos (SP), 2006-07 New Orleans Hornets (NBA), 2008 Tulsa 66ers (D-League, EUA), 2008 Memphis Grizzles (NBA), 2009 Pinheiros (SP), 2009-10 Montegranaro (Itália), 2010-12 Pinheiros (SP), 2012-21 Flamengo (RJ), 2021-presente São Paulo (SP).
Murilo Becker: 2001-03 Bauru (SP), 2003-04 Corinthians/Mogi (SP), 2004-05 COC/Ribeirão Preto (SP), 2005-07 Franca (SP), 2007 Academic Sofia (Bulgária), 2008 Maccabi Tel Aviv (Israel), 2008-10 Minas Tênis Clube (MG), 2010-13 São José (SP), 2013-16 Bauru (SP), 2016-17 Vasco da Gama (RJ), 2017-18 Universo/Vitória (BA), 2018 Pichincha (Bolívia) 2018-19 Botafogo (RJ), 2019 Liga Sorocabana (SP), 2019-20 São Paulo (SP), 2020 Liga Sorocabana (SP), 2021 AABJ/Joinville (SC).
O ciclo de Lula Ferreira a frente da Seleção Brasileira se iniciou com o título de campeão sul-americano de 2003. A base era a mesma que vinha trabalhando com Hélio Rubens. O time titular de Lula em 2003 tinha Valtinho, Alex Garcia, Marcelinho Machado, Guilherme Giovannoni e Tiago Splitter. Demétrius, Renato Lamas, os irmãos Sandro Varejão e Anderson Varejão, e Murilo Becker eram o banco. Depois do Sul-Americano, o time foi novamente medalha de ouro nos Jogos Pan-Americanos, em Santo Domingo, na República Dominicana, conquistado o bi-campeonato Pan-Americano. O time venceu Canadá (92 x 78), México (87 x 72), República Dominicana (92 x 77), Estados Unidos (92 x 80), e, na final, novamente a República Dominicana (89 x 62).
Faltava o desafio principal, o Pré-Olímpico, jogado em San Juan, Porto Rico. O time recebeu os reforços de Leandro Barbosa e Nenê, os dois primeiros nomes brasileiros a conseguir se destacar na NBA. O time titular de Lula tinha Leandrinho, Alex, Marcelinho Machado, Anderson Varejão e Nenê. No banco, estavam Valtinho, Renato, Giovannoni e Tiago Splitter. Na estreia derrota dentro das expectativas para os EUA (76 x 110). Depois, vitórias por 100 x 41 nas Ilhas Virgens, 96 x 89 na Venezuela, 104 x 72 na República Dominicana. Daí para frente uma sequência de derrotas que deixaram o Brasil mais uma vez fora das Olimpíadas no basquete masculino: 74 x 76 para Argentina, 97 x 101 para o Canadá, 70 x 72 para Porto Rico, 92 x 102 para o México. O Brasil ficou no 7º lugar, e viu EUA, Argentina e Porto Rico classificarem-se para os Jogos de Atenas 2004.
Fora das Olimpíadas de 2004 (segunda ausência seguida do Brasil), a seleção principal só voltou a se reunir em 2005, para o Pré-Mundial, jogado em Santo Domingo, na República Dominicana. O time era o mesmo. Os titulares foram Leandrinho, Alex, Marcelinho Machado, Guilherme Giovannoni e Tiago Splitter, com Nezinho, Murilo Becker e Anderson Varejão no banco. Nenê, mais uma vez por problemas burocráticos entre CBB e NBA, não se apresentou para jogar. Aquela seleção teve ainda a estreia de dois jovens promissores: Marcelinho Huertas e Rafael Hettsheimeir. O Brasil venceu Venezuela (111 x 88), Panamá (83 x 77), Canadá (105 x 81), Uruguai (89 x 69) e República Dominicana (80 x 72). Perdeu para EUA (94 x 96), Porto Rico (101 x 107) e Argentina (60 x 71). Mas na semifinal venceu os EUA (93 x 75) e na final a Argentina (100 x 88), sagrando-se campeão da Copa América.
No Mundial de 2006, no Japão, Nenê mais uma vez não jogou (sua terceira ausência, pois não esteve no Mundial 2002, no Pré-Olímpico 2005 e agora no Mundial 2006). O time do Brasil no Mundial era Leandrinho, Marcelinho Machado, Guilherme Giovannoni, Anderson Varejão e Tiago Splitter, com Alex Garcia, Murilo Becker, Estevam Ferreira, Marcelinho Huertas, Caio Torres e André Luiz Pereira "Bambu" no banco. A campanha foi muito abaixo da expectativa. O Brasil só venceu o Qatar. Perdeu para Austrália (77 x 83), Turquia (71 x 73), Grécia (80 x 91) e Lituânia (74 x 79), terminando na 17ª colocação.
Carreira dos brasileiros que se destacaram na Liga Profissional dos EUA (NBA) nesta década:
Nenê Hilário: 2000-01 Vasco da Gama (RJ), 2002-12 Denver Nuggets (NBA), 2012-16 Washington Wizards (NBA), 2016-19 Houston Rockets (NBA).
Anderson Varejão: 1999-2002 Franca (SP), 2002-04 Barcelona (Espanha), 2004-16 Cleveland Cavaliers (NBA), 2016-17 Golden State Warriors (NBA), 2018-19 Flamengo (RJ), 2021 Cleveland Cavaliers (NBA).
Leandrinho Barbosa: 2000 Palmeiras (SP), 2001-03 Bauru (SP), 2003-10 Pheonix Suns (NBA), 2010-11 Toronto Raptors (NBA), 2011 Flamengo, 2012 Indiana Pacers (NBA), 2012-13 Boston Celtics (NBA), 2013 Pinheiros (SP), 2014 Pheonix Suns (NBA), 2014-16 Golden State Warriors (NBA), 2016-17 Pheonix Suns (NBA), 2017-18 Franca (SP), 2018-20 Minas Tênis Clube (MG).
Tiago Splitter: 1999-2000 Ipiranga (SC), 2001-03 Bilbao (Espanha), 2003-10 Tau Ceramica-Caja Laboral Saski Baskonia (Espanha), 2010-15 San Antonio Spurs (NBA), 2015-17 Atlanta Hawks (NBA), 2017 Philadelphia 76ers (NBA).
Apesar da pior colocação do Brasil em Campeonato Mundial em sua história, Lula Ferreira continuou como técnico para, no ano seguinte, tentar levar o Brasil de volta à Olimpíada. A missão no Pré-Olímpico de 2007 seria extremamente árdua. Como o título do Mundial 2006 havia ficado com uma seleção da Europa e não das Américas, desta vez seriam só 2 vagas para as Olimpíadas de Beijing 2008. Estados Unidos e Argentina levavam seus principais jogadores e eram franco favoritos.
Sem muitas esperanças de curto prazo, restava sonhar com o médio a longo prazo. E uma nova geração promissora parecia estar surgindo. Em 2007, o Brasil foi 4º colocado no Mundial Sub-19, disputado na Sérvia. Fazia mais de 20 anos que o Brasil não conseguia ficar entre os semifinalistas do torneio. O quinteto titular da Seleção jogava com Betinho, Cauê Verzola, Thomas Melazzo, Rafael Mineiro e Paulão Prestes, com José Alves Neto como técnico. Ao mesmo tempo, a "Seleção B" conquistou o tri-campeonato Pan-Americano, nos Jogos de 2007 no Rio de Janeiro. O time titular desta conquista era Valtinho, Marcelinho Machado, Marquinhos, Murilo Becker e JP Batista, com Marcelinho Huertas como sexto jogador, e Lula Ferreira como técnico. Campeão invicto, o Brasil venceu por 86 x 81 as Ilhas Virgens, por 98 x 63 ao Canadá, por 97 x 94 o Porto Rico, por 85 x 73 ao Uruguai e, na final, por 86 x 65 o Porto Rico.
O objetivo principal do ano, no entanto, mais uma vez escapou. O Brasil ficou em 4º lugar no Pré-Olímpico, em Las Vegas, viu EUA e Argentina confirmarem seus favoritismos e ficarem com as duas vagas do continente nas Olimpíadas. Era o terceiro Pré-Olímpico consecutivo no qual o Brasil não conseguia a classificação no basquete masculino.
Desta vez Nenê jogou, mas os problemas burocráticos com a NBA impediram desta vez que Anderson Varejão estivesse presente. Esta que seria a geração marcada pelas ausências. O quinteto titular do Brasil de Lula Ferreira tinha: Valtinho, Leandrinho, Marcelinho Machado, Tiago Splitter e Nenê. No banco estavam Marcelinho Huertas, Nezinho, Alex Garcia, Marquinhos, Guilherme Giovannoni, Murilo Becker e JP Batista. O Brasil venceu Canadá (75 x 67), Venezuela (101 x 75), Ilhas Virgens (93 x 89), México (104 x 90) e Uruguai (96 x 62). Mas perdeu para EUA (76 x 113), Porto Rico (75 x 79) e Argentina (79 x 86). Disputou a semifinal contra a Argentina, em jogo que valia a vaga olímpica, perdeu por 80 x 91. Na decisão de 3º lugar, ainda perdeu de novo para Porto Rico (107 x 111). Restava ainda uma última chance de classificação, na Repescagem Olímpica, que seria jogada no ano seguinte em Atenas, na Grécia. Mas para esta competição, o treinador já seria outro. Tendo visto os dois treinadores que mais conquistaram títulos no cenário nacional entre 1997 e 2007 - Hélio Rubens e Lula Ferreira - fracassarem nos resultados com a Seleção Brasileira, a CBB decidiu que o novo treinador seria estrangeiro, e apostou no intercâmbio como estratégia de reciclar taticamente o basquete nacional. O escolhido foi o espanhol Moncho Monsalve.
A missão de Moncho em 2008, entretanto, foi extremamente árdua. Para a Repescagem Olímpica, nada menos do que 5 jogadores pediram dispensa: Anderson Varejão novamente pelos problemas burocráticos na NBA, Nenê Hilário recuperava-se de um câncer, Leandrinho Barbosa e Paulão Prestes alegaram lesão, e Guilherme Giovannoni vivia um problema familiar. O time titular de Moncho foi Marcelinho Huertas, Alex Garcia, Marcelinho Machado, Rafael "Bábby" Araújo e Tiago Splitter. O banco tinha pouca experiência internacional: Fúlvio, Duda Machado, Jonathan Tavernari, Marcus Toledo, Ricardo Probst, Murilo Becker e JP Batista. O Brasil venceu o Líbano (94 x 54), mas perdeu para Grécia (69 x 89) e para a Alemanha (65 x 78), que contava com o astro da NBA, Dirk Nowitzki.
Em 2009, havia o Pré-Mundial a ser jogado em Porto Rico. Dos jogadores ausentes em 2008, só Nenê não jogou, alegando lesão. Era sua 5ª ausência em competições pelo Brasil: Mundial 2002, Pré-Olímpico 2005, Mundial 2006, Repescagem Olímpica 2008, Pré-Mundial 2009. Ainda haveria uma sexta, no Mundial 2010, no ano seguinte. Com um basquetebol bem mais sólido do que o apresentado nos anos anteriores, o Brasil foi bicampeão da Copa América. O time de Moncho Monsalve jogava com Marcelinho Huertas, Alex Garcia, Leandrinho Barbosa, Tiago Splitter e Anderson Varejão. O Brasil chegou à final tendo sofrido uma única derrota, venceu por 81 x 68 a República Dominicana, por 87 x 67 a Venezuela, por 76 x 67 a Argentina, por 84 x 64 o Panamá, por 92 x 61 o México, por 68 x 59 o Canadá, por 82 x 62 o Uruguai e perdeu por 82 x 86 para Porto Rico. Na semifinal, venceu o Canadá por 73 x 65, e na final venceu Porto Rico (61 x 60). Eis a pontuação da equipe brasileira na competição: Marcelinho Huertas (78 pts), Alex Garcia (81), Leandro Barbosa (169), Tiago Splitter (87) e Anderson Varejão (136). Marcelinho Machado (84), Jonathan Tavernari (26), Guilherme Giovannoni (66), Alexandre Olivinha (13) e JP Batista (26). Suplentes: Duda Machado (10) e Diego Pinheiro (12).
Apesar do bom resultado de Moncho Monsalve, a CBB decidiu realizar uma mudança após a competição. O motivo? Na Argentina, o técnico Ruben Magnano, vice-campeão Mundial com a Argentina em 2002 e campeão olímpico em 2004, havia deixado o Atenas de Córdoba, clube que vinha treinando e estava disponível no mercado. Dado que Moncho Monsalve já estava com 65 anos, e o projeto da CBB visava principalmente os Jogos Olímpicos de 2016, no Rio de Janeiro, optou-se por Magnano, então com 55 anos. Fora o vitorioso e respeitado curriculum do argentino.

### Década de 2010
O início da década de 2010 foi marcado pela virada no basquete brasileiro, após vários anos perdendo espaço no cenário internacional, o Brasil voltou a figurar entre as seis maiores forças mundiais. E foi uma virada com sotaque estrangeiro. Depois da passagem do espanhol Moncho Monsalve como técnico da Seleção Brasileira em 2008 e 2009, a liderança mudou de mãos e recaiu num treinador nascido na Argentina. Superando a rivalidade esportiva entre os dois países, a CBB apostou na competência do cordobês Ruben Magnano, que fez história com a seleção argentina no Mundial de 2002, quando seu time foi o primeiro a vencer os EUA desde que estes começaram a utilizar jogadores da NBA, e foi vice-campeão mundial, depois em 2004, a glória foi ainda maior, pois além de voltar a derrubar os jogadores da NBA dos EUA, sagrou-se campeão olímpico, com uma medalha de ouro que só Estados Unidos, União Soviética e Iugoslávia (esta uma única vez) haviam conseguido conquistar na história do basquete masculino. E o argentino Magnano não estava disposto a ser o único com sotaque no selecionado brasileiro. E seria alguém mais além de seu assistente-técnico, o também argentino Fernando Duró. Ele pediu a naturalização do norte-americano Larry Taylor, armador do time do Bauru.
Carreira dos estrangeiros que defenderam a Seleção no começo de década:
Rubén Magnano (Técnico): 1990-94 Atenas de Córdoba (Argentina), 1994-96 Luz y Fuerza (Argentina), 1996-99 Atenas de Córdoba (Argentina), 1999-00 Boca Juniors (Argentina), 2001-04 Seleção da Argentina, 2005-07 Varese (Itália), 2007-08 Cajasol (Espanha), 2008-10 Atenas de Córdoba (Argentina), 2010-16 Seleção do Brasil.
Larry Taylor: 2001-03 Missouri Western College (EUA), 2004 Chicago Soldiers (EUA), 2005 La Huacana (México), 2006 Frayles de Guasave (México), 2007 Guaiqueries de Margarita (Venezuela), 2007 Lobos Grises de Durango (México), 2008 Lobos de Mazatlan (México), 2008-15 Bauru (SP), 2015-18 Mogi das Cruzes (SP), 2018-presente Bauru (SP).
O primeiro desafio de Magnano com o Brasil era o Mundial 2010, na Turquia. O único desfalque seria Nenê Hilário. O time era praticamente o mesmo dos anos anteriores, com Marcelinho Huertas, Alex Garcia, Leandrinho, Tiago Splitter e Anderson Varejão como titulares, e no banco Nezinho, Marcelinho Machado, Marquinhos, Guilherme Giovanonni e Murilo Becker, com os jovens Raulzinho e JP Batista fechando o grupo. A campanha brasileira foi razoável, com vitórias sobre Irã (81 x 65), Tunísia (80 x 65) e Croácia (92 x 74), e derrotas para EUA (apertados 68 x 70) e Eslovênia (77 x 80). Nas quartas de final, cruzou com a Argentina e, novamente, foi eliminado pelo rival (89 x 93). Terminou com um 9º lugar. Depois de um 11º lugar no Mundial de 1994, um 10º lugar no Mundial de 1998, um 8º lugar no Mundial de 2002 e um 17º lugar no Mundial de 2006, um 9º lugar no Mundial de 2010 ainda não era um sinal significativo de melhora. Mas o trabalho de Ruben Magnano estava apenas começando.
No ano seguinte, 2011, o segundo desafio foi o Pré-Olímpico em Mar del Plata, na Argentina. A missão era menos árdua do que a de outros Pré-Olímpicos, pois como os EUA haviam sido Campeões Mundiais em 2010, já estavam classificados para a Olimpíada de Londres. Eram duas vagas disponíveis, sendo a Argentina, ainda mais jogando em casa, a ampla favorita para conquistar uma delas. Brasil e Porto Rico eram os principais candidatos à outra. Sob a Seleção Brasileira havia a pressão dos 16 anos sem jogar o basquete masculino em Jogos Olímpicos. A missão ficou um pouco mais difícil porque Anderson Varejão, por problemas físicos, Nenê e Leandrinho, que pediram dispensa, não estariam jogando e desfalcariam a equipe. O time titular do Brasil jogou com Marcelinho Huertas, Alex Garcia, Marquinhos, Guilherme Giovanonni e Tiago Splitter. No banco estavam Marcelinho Machado e Rafael Hettsheimeir. O Brasil venceu à Venezuela (92 x 83), ao Canadá (69 x 57), perdeu para a República Dominicana (74 x 79), e venceu Cuba (93 x 83), Uruguai (93 x 66), Panamá (90 x 65), Argentina (73 x 71), e teve outra grande vitória sobre Porto Rico (94 x 72). O time brasileiro classificou-se para jogar a semifinal contra a República Dominicana, única equipe para quem havia perdido até ali. Uma vitória colocava a Seleção Brasileira de novo em uma Olimpíada. Vitória para a história: Brasil 83 x 76 República Dominicana. Com o resultado, o Brasil classificou-se ao lado da Argentina, com quem ainda cabia jogar a final. Os argentinos venceram, 75 x 80 contra a Argentina. Mas a missão estava cumprida. Após 16 anos, o Brasil estava de novo no torneio olímpico de basquetebol masculino. Eis a pontuação brasileira neste Pré-Olímpico: Marcelinho Huertas (116 pts), Alex Garcia (86), Marquinhos (101), Guilherme Giovanonni (111) e Tiago Splitter (87). Rafael Luz (25), Vítor Benite (67), Marcelinho Machado (88), Rafael Hettsheimeir (92) e Caio Torres (36). Suplentes: Nezinho (4) e Augusto Lima (23).
O Brasil tinha que conviver cada vez mais com a realidade de ver seus jovens talentos serem formados no exterior. O armador Rafael Luz foi um destes casos, pois saindo de Jundiaí foi jogar em 2007, só com 15 anos, no juvenil do Unicaja Málaga, da Espanha, onde jogou até 2009. Seguiu carreira na Liga Espanhola, defendendo o Axarquía por duas temporadas (2009-11), o Granada (2011), o Alicante (2011-12) e o Obradoiro (2012-13). Caminho parecido ao do ala-pivô gaúcho, de Porto Alegre, Vitor Faverani, que chegou aos 17 anos, em 2005, também para defender o Unicaja Málaga, que o emprestou por seguidas temporadas: para o Axarquía (2005-06), o Zaragoza (2006-07), o Lagun Aro Gipuzkoa (2007-08), de novo no Axarquía (2008-09) e ao Murcia (2009-10 e 2010-11). Em 2011 foi contratado pelo Valência, onde se destacou bastante. Mas este, embora lembrado por Magnano, decidiu não jogar pelo Brasil. Outro com trajetória similar foi o carioca Augusto Lima, que teve trajetória muito similar a Rafael Luz e Vitor Faverani. Augusto chegou ao Unicaja Málaga em 2007, aos 16 anos, para joghar no juvenil da equipe. Ao se profissionalizar, seguiu uma trajetória muito similar à dos outros, emprestado ao Axarquía (2009-10) e ao Granada (2010-11). A partir da temporada 2011-12 voltou e se firmou jogando no Unicaja Málaga.
Principais jogadores brasileiros na década de 2010:
Marcelinho Huertas: 2002-03 Pinheiros (SP), 2003-04 Paulistano (SP), 2004-07 Joventut Badalona (Espanha), 2007-08 Bilbao (Espanha), 2008-09 Fortitudo Bologna (Itália), 2009-11 Caja Laboral Saski Baskonia (Espanha), 2011-15 Barcelona (Espanha), 2015-17 Los Angeles Lakers (NBA), 2017-19 Saski Baskonia (Espanha), 2019-presente Tenerife (Espanha).
Rafael Hettsheimeir: 2002-05 COC/Ribeirão Preto, 2005-07 Akasvayu Vic (Espanha), 2007-09 Lleida (Espanha), 2009-10 Xacobeo Obradoiro (Espanha), 2010-12 Zaragoza (Espanha), 2012-13 Real Madrid (Espanha), 2013-14 Unicaja Málaga (Espanha), 2014-17 Bauru (SP), 2017 Fuenlabrada (Espanha), 2017 Santeros de Aguada (Porto Rico), 2017-18 Bauru (SP), 2018-20 Franca (SP), 2020-21 Flamengo (RJ), 2021-presente Bauru (SP).
Raul Togni Neto, "Raulzinho": 2009-11 Minas Tênis Clube (MG), 2011-14 Lagun Aro (Espanha), 2014-15 Murcia (Espanha), 2015-19 Utah Jazz (NBA), 2019-20 Philadelphia 76ers (NBA), 2020-22 Washington Wizards (NBA), 2022-23 Cleveland Cavaliers (NBA). 2023-presente Fenerbahçe (Turquia).
Após a conquista da vaga para as Olimpíadas, uma equipe renovada foi para o Pan-Americano de Guadalajara e, recheada de garotos, obteve tão só um 5º lugar, a pior colocação brasileira em Jogos Pan-Americanos. Mas isto em nada mudou o projeto brasileiro, que teria agora as Olimpíadas de Londres 2012 pela frente.
Para as Olimpíadas de 2012, os 12 convocados de Ruben Magnano foram Tiago Splitter (San Antonio Spurs - NBA), Anderson Varejão (Cleveland Cavaliers - NBA), Leandro Barbosa (Indiana Pacers - NBA), Nenê Hilário (Washington Wizards - NBA), Marcelinho Huertas (Barcelona - Espanha), Raulzinho (Lagun Aro - Espanha), Alex Garcia (Lobos Brasília - DF), Guilherme Giovannoni (Lobos Brasília - DF), Marcelinho Machado (Flamengo - RJ), Caio Torres (Flamengo - RJ), Marquinhos (Pinheiros - SP) e Larry Taylor (Bauru - SP). O único desfalque era Rafael Hettsheimeir, que precisou passar por uma cirurgia no joelho às vésperas da Olimpíada e foi substituído por Caio Torres. O quinteto titular foi Marcelinho Huertas, Alex Garcia, Leandrinho, Anderson Varejão e Tiago Splitter. O Brasil conseguiu fazer uma boa campanha, terminando em 5º lugar. Venceu Austrália (75 x 71), Grã-Bretanha (67 x 62), China (98 x 59) e Espanha (88 x 82), perdeu na 1ª fase só para a Rússia, e na última bola do jogo: 74 x 75. O algoz nas quartas de final foi, mais uma vez, a Argentina; derrota do Brasil por 77 x 82. Os EUA ficaram com o ouro, a Espanha com a prata, a Rússia com o bronze e a Argentina em 4º lugar. O Brasil, enfim, voltava a figurar entre as maiores forças do basquete masculino mundial. Eis a pontuação da equipe em Londers 2012: Marcelinho Huertas (68), Alex Garcia (24), Leandrinho (97), Anderson Varejão (44) e Tiago Splitter (65). Larry Taylor (27), Marcelinho Machado (23), Marquinhos (43), Guilherme Giovannoni (30) e Nenê (35). Suplentes: Raulzinho (11) e Caio Torres (12).
Em 2013, o desafio foi o Pré-Mundial. E desta vez, o time de Magnano entrava como principal favorito à vaga. Mas se em 2012, o Brasil jogou novamente os Jogos Olímpicos após 16 anos de ausência e conseguiu um honroso 5º lugar, em 2013, a equipe teve um desempenho muito abaixo na Copa América Pré-Mundial: jogou quatro jogos, perdeu os quatro (Porto Rico, Canadá, Uruguai e Jamaica), foi eliminado logo na primeira fase. Foi o pior desempenho de história da Seleção Brasileira de Basquete Masculino numa competição internacional. No entanto, a participação na Copa do Mundo foi garantida fora das quadras, através de um convite da FIBA.
Na Copa do Mundo da Espanha, em 2014, a Seleção começou a competição muito bem vencendo a forte seleção francesa por 65-63, no segundo jogo, um passeio sobre a seleção do Irã por 79-50. O Brasil vinha muito bem até o jogo contra a Espanha, uma derrota por 63-82, um jogo totalmente fora do normal. No quarto jogo, o Brasil enfrentaria a seleção Sérvia com seus ótimos jogadores, mas a seleção conseguiu impor o seu basquete e vencer por 81-73. No último jogo, o Brasil enfrentaria a fraca seleção do Egito, o resultado não poderia ser diferente, mais um passeio, uma vitória arrasadora por 128-65, com os resultados o Brasil passou em segundo no grupo e com os resultados enfrentaria os "hermanos". Brasil e Argentina já tinham se enfrentado outras vezes em competições internacionais, e em todas a Argentina tinha derrotado a Seleção, mas em um 7 de setembro o Brasil teria a sua independência da Argentina. O jogo começou quente e a Argentina já abriu vantagem no começo, mas com um show de Raulzinho a Seleção se recuperou e venceu a Argentina por 85-65. Nas quartas, o Brasil enfrentaria a seleção da Sérvia, a mesma que a havia vencido na fase de grupos. A seleção sérvia vinha embalada de uma vitória por 90-72 sobre a Grécia, que até então vinha sendo uma das surpresas da competição passando em primeiro lugar em um grupo que tinha Argentina e Croácia. O Brasil iniciou o jogo confiante, a Sérvia abriu 10 pontos, mas com um "apagão", a seleção foi atropelada pelos sérvios por 84 a 56. A Sérvia viria a ser vice-campeã mundial perdendo a final para os EUA. O Brasil terminou o mundial em 6° lugar, mas voltou a figurar entre as principais seleções do Mundo.
Em 2015, já era sabido que o Brasil sediaria as Olimpíadas de 2016 (Rio de Janeiro). Contudo, a vaga do time brasileiro na Rio 2016 não era garantida, devido a uma dívida da CBB com a FIBA, pela participação através de convite para o Mundial de 2014, na Espanha. A confirmação só veio após um acordo entre as entidades (CBB e FIBA) para a quitação do débito. Depois de resolver o imbróglio fora das quadras, o Brasil participou dos Jogos Pan-Americanos de 2015, realizados em Toronto, no Canadá, e conquistou a sexta medalha de ouro no torneio, após fazer uma excelente campanha. Na final, vitória sobre os anfitriões por 86 a 71. Logo em seguida, a Seleção Brasileira participou da Copa América de 2015 (que seria um Pré-Olimpíco, pois classificaria campeão e vice para os Jogos Olimpícos), na Cidade do México, sem a pressão de brigar pela vaga na Rio 2016. Mesmo sem força máxima e grandes pretensões, a participação do Brasil no torneio foi considerada vexatória. O selecionado brasileiro caiu na primeira fase, ao acumular três derrotas em quatro partidas.
Nas Olimpíadas do Rio de Janeiro em 2016, era grande a expectativa em torno do Brasil por causa das boas participações nos jogos de Londres-2012, no Mundial de 2014, pelo título do Pan-Americano de 2015 e pelo time jogar em casa, contando com quase todos os principais jogadores do país. Mas a seleção decepcionou e foi eliminada logo na primeira fase, resultado tido como um vexame histórico. A participação decepcionante nos Jogos Olímpicos em casa culminou na saída do técnico Ruben Magnano, que estava no cargo desde 2010. O treinador não teve o seu contrato renovado com a Confederação Brasileira de Basketball (CBB). Posteriormente, Magnano criticou os jogadores brasileiros, dizendo que houve "falta de compromisso" deles com a seleção. A CBB emitiu uma nota rebatendo as críticas do ex-treinador e defendeu os jogadores.

## Principais títulos
| Competição               | Ouro | Prata                                                                             | Bronze                                                    |
| Jogos Olímpicos          | |                                                                                   | (3) 1948, 1960, 1964.                                     |
| Campeonato Mundial       | (2) 1959, 1963.                                                                                               | (2) 1954, 1970.                                                                   | (2) 1967, 1978.                                           |
| Jogos Pan-americanos     | (6) 1971, 1987, 1999, 2003, 2007, 2015.                                                                       | (2) 1963, 1983.                                                                   | (6) 1951, 1955, 1959, 1975, 1979, 1995.                   |
| Copa América             | (4) 1984, 1988, 2005, 2009.                                                                                   | (3) 2001, 2011, 2022.                                                             | (4) 1989, 1992, 1995, 1997.                               |
| Campeonato Sul-Americano | (18) 1939, 1945, 1958,1960, 1961, 1963,1968, 1971, 1973,1977, 1983, 1985, 1989, 1993, 1999, 2003, 2006, 2010. | (13) 1935, 1947, 1949, 1953, 1966, 1969, 1976, 1979, 1981,1991, 2001, 2004, 2016. | (9) 1930, 1934, 1937, 1940, 1942, 1955, 1987, 1995, 2014. |

Outros torneios
- Jogos Olímpicos Latino-Americanos: 1922
- Universiada: 1963

## Formações anteriores
1948Medalha de Bronze nos Jogos Olímpicos de Londres
- Time: Braz, Algodão, Alfredo da Motta, Nilton e Ruy Freitas.
- Técnico: Moacyr Daiuto.
  - Principais Suplentes: Sorcinelli, Alberto Marson e Alexandre Gemignani.

1951Medalha de Bronze nos Jogos Pan-Americanos de Buenos Aires
- Time: Hélio Godinho, Algodão, Alfredo da Motta, Thales Monteiro e Mário Hermes.
- Técnico: Kanela
  - Principais Suplentes: Marson e Tião Gimenez.

1954Vice-Campeão Mundial (Rio de Janeiro)
- Time: Wlamir Marques, Algodão, Angelim, Amaury Pasos e Mayr Facci.
- Técnico: Kanela
  - Principais Suplentes: Almir, Alfredo da Motta e Wilson Bombarda.

1959Campeão Mundial (Santiago, Chile)
- Time: Wlamir Marques, Algodão, Amaury Pasos, Edson Bispo e Waldemar Blatskauskas.
- Técnico: Kanela
  - Principais Suplentes: Rosa Branca, Pecente, Waldir Boccardo e Jatyr Schall.

1960Medalha de Bronze nos Jogos Olímpicos de Roma
- Time: Wlamir Marques, Rosa Branca, Amaury Pasos, Edson Bispo e Waldemar Blatskauskas.
- Técnico: Kanela
  - Principais Suplentes: Algodão, Mosquito, Waldir Boccardo e Sucar.

1963Campeão Mundial (Rio de Janeiro)
- Time: Wlamir Marques, Rosa Branca, Victor Mirshawka, Amaury Pasos e Ubiratan.
- Técnico: Kanela
  - Principais Suplentes: Sucar e Waldemar Blatskauskas.

1964Medalha de Bronze nos Jogos Olímpicos de Tóquio
- Time: Wlamir Marques, Rosa Branca, Victor Mirshawka, Amaury Pasos e Ubiratan.
- Técnico: Kanela
  - Principais Suplentes: Mosquito, Sucar e Edson Bispo.

1970Vice-Campeão Mundial (Ljubljana, Iugoslávia)
- Time: Hélio Rubens, Edvar Simões, Wlamir Marques, Menon e Ubiratan.
- Técnico: Kanela
  - Principais Suplentes: Rosa Branca, Mosquito e Sérgio Macarrão.

1971Medalha de Ouro nos Jogos Pan-Americanos de Cali
- Time: Hélio Rubens, Mosquito, Menon, José Aparecido e Marquinhos Abdalla.
- Técnico: Edson Bispo
  - Principais Suplentes: Carioquinha, Dodi e Adílson.

1975Medalha de Bronze nos Jogos Pan-Americanos da Cidade do México
- Time: Hélio Rubens, Carioquinha, Fausto Giannechini, Ubiratan e Marquinhos Abdalla.
- Técnico: Edson Bispo
  - Principais Suplentes: Marcel, Sérgio Macarrão e Adílson.

1978Medalha de Bronze no Mundial (Manila, Filipinas)
- Time: Carioquinha, Marcel, Oscar Schimdt, Gilson Trindade e Marquinhos Abdalla.
- Técnico: Ary Vidal
  - Principais Suplentes: Hélio Rubens, Fausto Giannechini e Ubiratan.

1983Medalha de Prata nos Jogos Pan-Americanos de Caracas
- Time: Nilo Guimarães, Carioquinha, Marcel, Adílson e Israel Andrade.
- Técnicos: Edvar Simões e José Medalha
  - Principais Suplentes: Gérson Victalino e Marquinhos Abdalla.

19864.º lugar no Mundial da Espanha
- Time: Maury, Marcel, Oscar Schimdt, Gérson Victalino e Israel Andrade.
- Técnico: Ary Vidal
  - Principais Suplentes: Guerrinha e Paulinho Villas-Boas.

1987Medalha de Ouro nos Jogos Pan-Americanos de Indianápolis, EUA
- Time: Guerrinha, Marcel, Oscar Schimdt, Gérson Victalino e Israel Andrade.
- Técnico: Ary Vidal
  - Principais Suplentes: Maury, Cadum, Paulinho Villas-Boas e Pipoka.

1999Medalha de Ouro nos Jogos Pan-Americanos de Winnipeg, Canadá
- Time: Helinho, Caio Cazziolato, Vanderlei Mazzuchini, Rogério Klafke e Josuel.
- Técnico: Hélio Rubens
  - Principais Suplentes: Demétrius, Marcelinho Machado e Sandro Varejão.

2003Medalha de Ouro nos Jogos Pan-Americanos de Santo Domingo, República Dominicana
- Time: Alex Garcia, Marcelinho Machado, Renato Lamas, Guilherme Giovanonni e Anderson Varejão.
- Técnico: Lula Ferreira
  - Principais Suplentes: Valtinho e André Bambu.

2005Campeão da Copa América Pré-Mundial - FIBA Americas Championship - (Santo Domingo)
- Time: Alex Garcia, Leandrinho Barbosa, Marcelinho Machado, Guilherme Giovanonni e Tiago Splitter.
- Técnico: Lula Ferreira
  - Principais Suplentes: Marcelinho Huertas, Murilo Becker e Anderson Varejão.

2007Medalha de Ouro nos Jogos Pan-Americanos do Rio de Janeiro
- Time: Valtinho, Marcelinho Machado, Marquinhos, Murilo Becker e JP Batista.
- Técnico: Lula Ferreira
  - Principais Suplentes: Marcelinho Huertas e Caio Torres.

2009Campeão da Copa América Pré-Mundial - FIBA Americas Championship - (San Juan - Porto Rico)
- Time: Marcelinho Huertas, Leandrinho Barbosa, Alex Garcia, Anderson Varejão e Tiago Splitter
- Técnico: Moncho Monsalve (Espanha).
  - Principais Suplentes: Marcelinho Machado e Guilherme Giovanonni.

2011Medalha de Prata no Pré-Olímpico das Américas (Mar Del Plata)
- Time: Marcelinho Huertas, Alex Garcia, Marquinhos, Guilherme Giovannoni e Tiago Splitter.
- Técnico: Rubén Magnano (Argentina).
  - Principais Suplentes: Marcelinho Machado, Vitor Benite e Rafael Hettsheimeir.

20125.º lugar nas Olimpíadas de Londres
- Time: Marcelinho Huertas, Leandrinho Barbosa, Alex Garcia, Anderson Varejão e Tiago Splitter.
- Técnico: Rubén Magnano (Argentina).
  - Principais Suplentes: Marcelinho Machado, Nenê Hilário, Marquinhos, Guilherme Giovannoni e Larry Taylor.

20146.º lugar no Mundial da Espanha
- Time: Marcelinho Huertas, Leandrinho Barbosa, Marquinhos, Anderson Varejão e Tiago Splitter.
- Técnico: Rubén Magnano (Argentina).
  - Principais Suplentes: Rafael Hettsheimeir, Marcelinho Machado, Nenê Hilário, Alex Garcia, Raulzinho, Guilherme Giovannoni e Larry Taylor.

2015Medalha de Ouro nos Jogos Pan-Americanos de Toronto
- Time: Rafael Luz, Vitor Benite, Léo Meindl, Rafael Hettsheimeir e Augusto Lima.
- Técnico: Rubén Magnano (Argentina).
  - Principais Suplentes: Ricardo Fischer, Larry Taylor, Marcus Toledo, Rafael "Mineiro" Souza, Olivinha e JP Batista.

2016Fase de grupos nas Olimpíadas do Rio de Janeiro
- Time: Marcelinho Huertas, Leandrinho Barbosa, Alex Garcia, Marquinhos e Nenê Hilário
- Técnico: Rubén Magnano (Argentina).
  - Principais suplentes: Raulzinho, Cristiano Felício, Vitor Benite, Rafael Luz, Rafael Hettshemeir e Guilherme Giovannoni.

201913.º lugar no Mundial da China
- Time: Marcelinho Huertas, Rafael Luz, Didi Louzada, Anderson Varejão e Bruno Caboclo
- Técnico: Aleksandar Petrovic (Croácia).
  - Principais suplentes: Yago, Cristiano Felício, Vitor Benite, Leandrinho Barbosa, Alex Garcia, Augusto Lima e Marquinhos.

### Elenco atual (Copa do Mundo 2023)
Fonte: CBB